# Lịch đại Đế Vương miếu
Lịch đại Đế Vương miếu (chữ Hán phồn thể: 厯代帝王廟; chữ Hán giản thể: 历代帝王庙, bính âm Hán ngữ: Lìdài Dì Wáng miào), còn gọi là Miếu Lịch đại Đế Vương Trung Quốc hay Đế Vương miếu, là di tích lịch sử, văn hóa tại số 131, phố Đại Nội Phụ Thành Môn, quận Tây Thành, thủ đô Bắc Kinh, Cộng hòa Nhân dân Trung Hoa. Công trình được xây dựng, đi vào vận hành từ thời Nhà Minh, được trùng tu, thay đổi và mở rộng thời Nhà Thanh; trải qua nhiều giai đoạn hư hại trong thời hiện đại, được kiến thiết lại vào cuối thế kỷ XX, đầu XXI. Đế Vương miếu trong thời phong kiến phục vụ việc thờ tụng, hoạt động tế tự các vị Đế Vương tức nhân vật thần thoại, nhân vật lịch sử từng là thủ lĩnh của cả đất nước và dân tộc từ thời Tam Hoàng Ngũ Đế, Hạ, Thương, Chu, các Hoàng đế từng triều đại, cùng với văn thần, võ tướng nổi danh trong lịch sử Trung Hoa. Công trình nhằm tưởng nhớ các nhân vật có ảnh hưởng rộng, cống hiến lớn cho đất nước Trung Quốc.
Đế Vương miếu là một địa danh mang tính hình tượng, phản ánh văn hóa xã hội xuyên suốt các thời kỳ và quan điểm của phong kiến Trung Hoa, trở thành một công trình đặc biệt quan trọng thể hiện thời gian và lịch sử nối tiếp lâu đời của Trung Quốc. Thờ tự và vận hành Đế Vương miếu dựa trên cái nhìn tổng quan qua nhiều thế hệ, theo nguyên tắc tôn trọng nhân vật và sự kiện trong quá khứ trải nhiều triều đại, triều đại sau thờ triều đại trước; nhiều dân tộc, dân tộc này tôn kính dân tộc khác, theo phương hướng một quốc gia, một dân tộc Trung Hoa thống nhất.
Lịch đại Đế Vương miếu mang những đặc điểm của kiến trúc Nhà Minh, Nhà Thanh, hình thành và tồn tại từ năm 1530; được Quốc vụ viện Cộng hòa Nhân dân Trung Hoa công bố là di tích lịch sử, văn hóa được bảo tồn trọng điểm, quan trọng ở bậc hàng đầu của Trung Quốc từ năm 1996, trong nhóm VI. Từ thế kỷ XXI, Đế Vương miếu được trùng tu các đợt 2000 – 2004, 2019 – 2020, đi vào hoạt động phục vụ du khách tham quan, tìm hiểu, du lịch, đồng thời là nơi tổ chức các sự kiện về lịch sử, văn hóa ở thủ đô, với tên gọi là Viện bảo tàng Lịch đại Đế Vương miếu Bắc Kinh ngày nay.

## Lịch sử

### Truyền thống lịch sử
Trong văn hóa Trung Hoa, một yếu tố truyền thống được hình thành trong lịch sử, đó là việc tôn trọng của thế hệ sau dành cho thế hệ đi trước, đặc biệt là các thủ lĩnh dân tộc, vương triều, nhân vật ảnh hưởng lớn tới đất nước. Kính trọng các bậc minh triết, Hoàng đế của các triều đại trong quá khứ là một truyền thống chính trị được tuân theo ở Trung Quốc cổ đại. Có thể kể tới, vào thời Đường Chiêu Tông, đền thờ Hán Chiêu Liệt Đế được xây dựng và nơi thờ tự ở Trác Châu, Hà Bắc; trong thời Tống Ninh Tông, các quan chức địa phương đã liên tiếp thành lập những Thuấn miếu ở Thiều Châu và Hành Dương, thờ tự Đế Thuấn; triều đại Nhà Kim do người Nữ Chân thành lập vẫn tiếp tục duy trì việc cúng tế cho các Hoàng đế trong quá khứ. Thế kỷ XIII, Nhà Nguyên do người Mông Cổ thành lập cũng kế thừa truyền thống này. Từ Hốt Tất Liệt rồi các Hoàng đế Nguyên Nhân Tông, Nguyên Thái Định Đế, Nguyên Văn Tông và Nguyên Huệ Tông đều xây dựng những ngôi đền thờ cho các Hoàng đế cổ đại ở vùng đồng bằng miền Trung, lệnh cho dân chúng thờ tự, chẳng hạn như những câu mô tả: năm Nhân Tông Diên Hữu thứ ba, cho sửa chữa lăng mộ của Triều Ân. Tuy nhiên, do địa điểm tế lễ trong các triều đại trước đây không thống nhất, các cuộc thảo luận đã nảy sinh. Người Mông Cổ trong triều đại Nhà Nguyên đã kêu gọi một sự thống nhất lịch sử và thờ tự các dân tộc. Minh Triều Chu Nguyên Chương thời kỳ tiếp theo đã chỉ trích tình trạng này và quyết định xây dựng một ngôi đền thống nhất cho các Đế Vương vào năm Hồng Vũ thứ sáu.

### Thời Minh

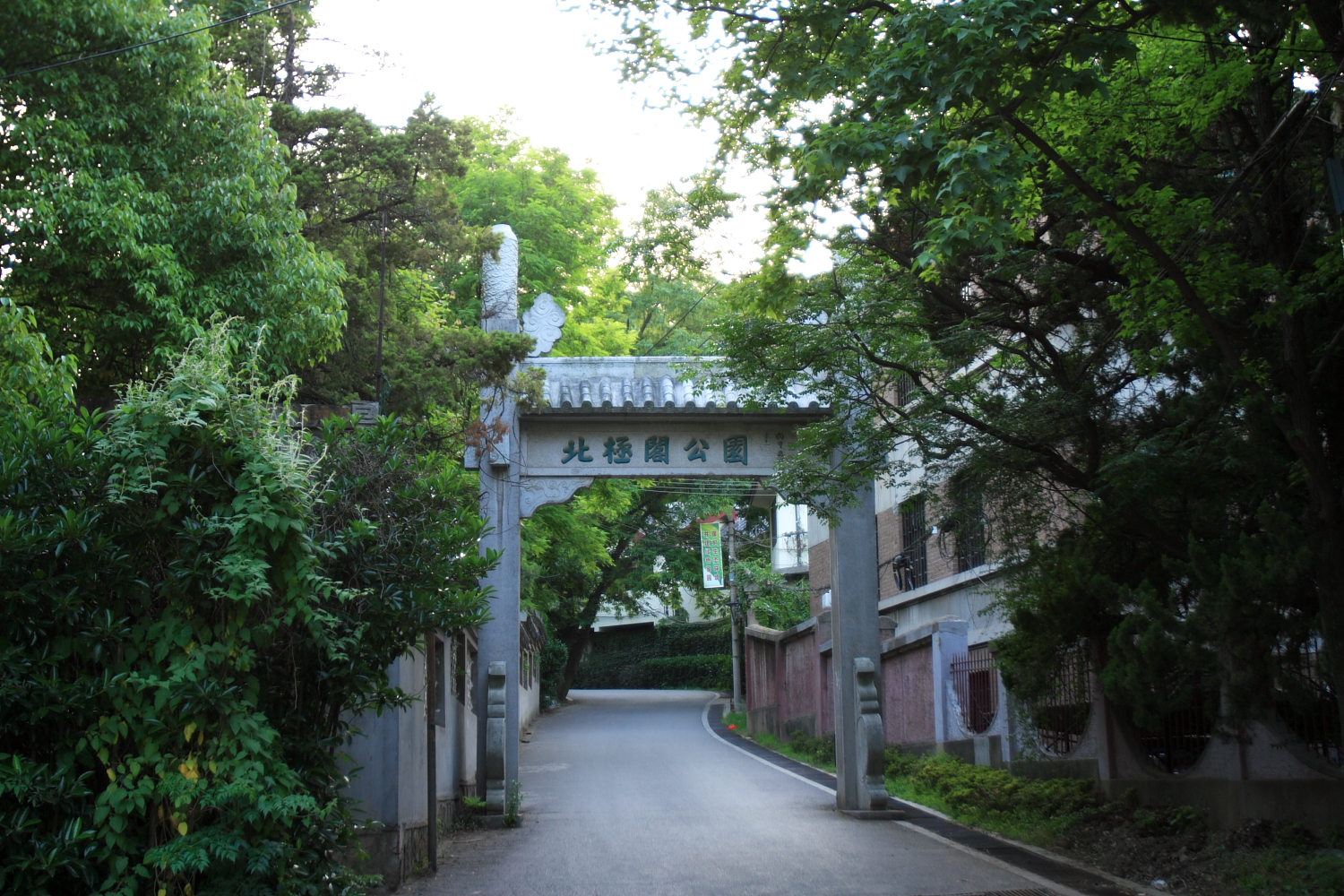
Công viên Bắc Cực Các, nơi đặt Đế Vương miếu tiền đề thời Hồng Vũ.

Lịch đại Đế Vương miếu giai đoạn đầu được xây dựng vào năm Hồng Vũ (洪武) thứ sáu (1373) của triều đại Nhà Minh ở phía Nam núi Khâm Thiên (钦天山), nay là Bắc Cực Các (北极阁), Bắc Kinh, thờ Tam Hoàng Ngũ Đế, Hạ Vũ, Thành Thang, Chu Vũ Vương, Hán Cao Tổ, Hán Quang Vũ Đế, Tùy Văn Đế, Đường Thái Tông, Tống Thái Tổ, Nguyên Thế Tổ, tổng cộng có 17 vị Hoàng đế sáng lập. Sau đó bỏ thờ tự Tùy Văn Đế của Nhà Tùy vào năm Hồng Vũ thứ 21 (1388).
Năm 1530, Gia Tĩnh (嘉靖) thứ chín, Minh Thế Tông định lễ, quyết định xây dựng Lịch đại Đế Vương miếu ở Bắc Kinh và Nam Kinh, lệnh các quan chọn địa phương cụ thể. Vào thời điểm đó, quan thần phục vụ ở nhánh hàn lâm là Xuân phường Trung doãn Liêu Đạo Nam đã đề xuất dỡ bỏ tượng Nhị Từ chân quân, đại diện thờ hai nhân vật là Từ Tri Chứng và Từ Tri Ngạc của Nam Đường tông thất thời Ngũ đại Thập quốc trong cung Linh Tế, chọn làm nơi xây Đế Vương miếu. Tuy nhiên, Bộ Lễ cho rằng diện tích chật hẹp của cung Linh Tế không đủ để xây dựng lại, phản đối đề nghị của quan hàn lâm. Gia Tĩnh Đế đã ra lệnh cho Bộ Công chọn nơi khác để xây dựng, trở thành Bộ phụ trách cụ thể kiến trúc ngôi miếu. Ngày 12 tháng 01 năm 1531, Gia Tĩnh thứ 10, Bộ Công báo cáo việc xây dựng địa điểm của Lịch đại Đế Vương miếu là vị trí cũ của chùa Bảo An ở cửa Phụ Thành (阜成门). Khu đất này được chọn để xây Đế Vương miếu, tiến hành chỉnh sửa mặt bằng, tất cả được thiết kế ngăn nắp, tương xứng và đi thông phương hướng với các bên. Ngày 12 tháng 02 cùng năm, Minh Thế Tông dâng lễ tế cho các vị Đế Vương từ Văn Hoa điện, chính điện được chia thành năm tháp thờ, thờ 16 Đế Vương. Đơn bệ từ Đông sang Tây chia thành bốn bàn thờ, thờ tổng cộng có 37 người. Vào ngày 17 tháng 03 năm Nhâm Dần, Gia Tĩnh thứ 10, Lịch đại Đế Vương miếu tiếp tục được xây dựng, được quản lý bởi Thượng thư Bộ Công Tưởng Dao và Hữu Thị lang Tiền Như Kinh. Đến tháng 05, Bộ Lễ bàn về bài vị thờ tự của Đế Vương miếu, tùy phong và thờ tụng Thái miếu, mở rộng thần bài, chu địa, kim thư của các Đế Vương, cùng Bộ Công tiến hành.
Vào tháng 09 năm 1531, Trạng nguyên Diêu Lai thuộc Hàn lâm viện đã tấu trình yêu cầu phế truất thờ tự Nguyên Thế Tổ trong Lịch đại Đế Vương miếu ở Bắc Kinh và Nam Kinh. Bộ Lễ tiến hành xét lại, phản bác yêu cầu và giữ nguyên việc thờ tụng Hốt Tất Liệt. Cũng vào tháng 09, Lịch đại Đế Vương miếu ở Bắc Kinh được hoàn thành, Minh Thế Tông đã khen thưởng bổng lộc, thăng cấp cho Tưởng Dao và Tiền Như Kinh. Năm 1532, Minh Thế Tông đến Lịch đại Đế Vương miếu để tỏ lòng thành kính với các Đế Vương được thờ, là buổi tế tụng chính thức đầu tiên. Trong lễ, học sĩ Liêu Đạo Nam đảm nhiệm nhiệm vụ trình bày bản tụng Cảnh Đức Sùng Thánh tụng (景德崇圣颂), nêu lễ thành đối với các Đế Vương trong lịch sử Trung Hoa. Sau khi hoàn thành, Lịch đại Đế Vương miếu chính thức đặt ở Bắc Kinh, trở thành nơi thờ tự duy nhất của các Hoàng đế ở Trung Quốc, phần ở Nam Kinh bị bỏ hoang.
Ngày 24 tháng 02 năm 1545, Gia Tĩnh thứ 24, Cấp sự trung Bộ Lễ Trần Phỉ yêu cầu Bộ Lễ dừng việc thờ tự Nguyên Thế Tổ, tướng Mộc Hoa Lê, Bác Nhĩ Hốt, Thích Lão Ôn và Bá Nhan. Với sự cho phép của Thế Tông, các thần vị thờ tự năm người này được thu hồi ở Lịch đại Đế Vương miếu. Suốt thời Nhà Minh (1368 – 1644), Lịch đại Đế Vương miếu xuất phát điểm bắt đầu từ Chu Nguyên Chương, chính thức xây dựng từ Chu Hậu Thông, giữ nguyên vẹn trong các giai đoạn còn lại của triều đại.

### Thời Thanh
Sau chiến tranh Minh – Thanh, quân Thanh qua ải Sơn Hải quan, thống nhất Trung Quốc. Thời kỳ đầu, Thuận Trị Đế cầm quyền, đã chỉnh sửa lại Lịch đại Đế Vương miếu, tăng cường tế tự cho các Hoàng đế Nhà Nguyên, Nhà Liêu, Nhà Kim và thờ thêm những vị quan có tài đức của mỗi triều đại, có nhiều điều chỉnh đối với các vị trí thờ tự thần vị. Thuận Trị Đế tiếp tục điều chỉnh một lần nữa vào tháng 06 năm 1660, Thuận Trị thứ 17, danh sách thờ tự có 25 Đế Vương và 39 vị công thần đã được ghi danh thờ tại miếu. Các giai đoạn tiếp theo, Đế Vương miếu có thay đổi tùy từng Hoàng đế. Trong thời Khang Hi Đế, vào tháng 04 năm Khang Hi thứ 60 (1721), Khang Hi đã ra sắc lệnh về lễ nghi và thờ tự Lịch đại Đế Vương miếu. Ngày 06 tháng 04 năm Khang Hi thứ 61 (1722), Khang Hi đã nới lỏng hơn nữa tiêu chuẩn để tôn thờ các vị Đế Vương: thờ tự bất cứ Hoàng đế nào đã từng nắm quyền, trừ người vô đạo giết bề trên, người làm mất nước.
Ngày 11 tháng 12 năm 1722, Khang Hi lệnh cho Thượng thư Bộ Lễ xác định danh sách cuối cùng của Đế Vương các thời Hạ, Thương, Chu, Hán, Đường, Tống, Kim, Nguyên, Minh. Trong thời gian việc thực hiện sắc lệnh lập danh sách thờ tự đang diễn ra thì Khang Hi qua đời vào ngày 20 tháng 12; đến ngày 26 tháng 12, Bộ Lễ mới hoàn thành công việc, có 143 vị Đế Vương và 40 vị quan nổi tiếng đã được thêm vào miếu. Thời điểm đó, người kế vị là Ung Chính đã ra lệnh tuân theo chiếu chỉ của Khang Hi, các tấm bảng thần vị để thờ Hoàng đế và các vị quan nổi tiếng phải được thêm vào chính điện và sảnh phụ của Lịch đại Đế Vương miếu, cử Lý Thân vương Dận Đào đến chỉ huy sắp xếp Lịch đại Đế Vương miếu, có tổng cộng 164 Đế Vương và 79 vị danh thần được thờ. Năm 1729, Ung Chính thứ bảy, miếu được tu bổ, xây dựng lại. Đến năm 1733, việc xây dựng lại hoàn thành, Ung Chính đã cho khắc dòng chữ Ngự chế trùng tu Lịch đại Đế Vương miếu (御制重修历代帝王庙碑). Vào tháng 02 năm Ung Chính thứ 12 (1734), Ung Chính đã lệnh chỉnh sửa Đế Vương miếu, Quan Đế miếu, Thành Hoàng miếu ở Bắc Kinh, lệnh cho Hàm Thân vương Dận Bí phụ trách Đế Vương miếu, Càn Long phụ trách Quan Đế miếu, Hòa Thân vương Hoằng Trú phụ trách Bắc Kinh đô Thành Hoàng miếu.
Kế vị Ung Chính là Càn Long, ông dành nhiều quan tâm tới hoạt động của Đế Vương miếu. Năm 1738, Càn Long thứ ba, Càn Long hành lễ tại Lịch đại Đế Vương miếu, viết bản nghi lễ triều đình về lễ tế Đế Vương miếu, nội dung bày tỏ sự tôn trọng đối với các Đế Vương trong lịch sử, hình thức tế tự nghiêm ngặt, rõ ràng. Năm 1753, Càn Long thứ 18, cửa Đế Vương miếu ghi chữ Cảnh Đức (景德), được ghi thêm chữ Sùng Thánh (崇圣). Năm 1762, Càn Long đã cho xây dựng thêm kiến trúc Đế Vương miếu, do Thượng thư Bộ Lễ Trần Đức Hoa chỉ huy, thay đổi mái ngói của chính điện sang màu vàng ròng. Tháng 03 năm 1764, Càn Long thứ 29, việc xây dựng được hoàn thành, Càn Long đến Đế Vương miếu viết dòng chữ Ngự chế trùng tu Lịch đại Đế Vương miếu, khắc thêm bia đá Cảnh Đức Sùng Thánh ở phía Tây Nam miếu. Trong thời kỳ Càn Long, Triều Thanh đã loại bỏ bài vị của Vạn Lịch Đế, Thái Xương Đế và Thiên Khải Đế khỏi Đế Vương miếu, thêm bài vị của Sùng Trinh Đế. Sau Càn Long, Gia Khánh Đế không có chỉnh sử đối với miếu, đến thời kỳ Đạo Quang Đế, chính điện của Đế Vương miếu được xây dựng lại, được chỉ thị tiến hành từ tháng 01 năm 1840, Đạo Quang thứ 20, theo dạng chỉnh sửa, làm mới các vật dụng, màu sắc. Trong thời Nhà Thanh (1644 – 1911), Đế Vương miếu được các Hoàng đế Thuận Trị, Khang Hi, Ung Chính, Càn Long chú ý trong tế tự, đến lần điều chỉnh của Đạo Quang cũng là lần cuối của thời đại phong kiến Trung Quốc.
Vào ngày 31 tháng 10 năm 2002, quận Tây Thành đã thống kê tất cả các nghi lễ tế thần tại Lịch đại Đế Vương miếu từ năm Gia Tĩnh thứ 11 của Nhà Minh (1532) đến năm Tuyên Thống thứ ba của Nhà Thanh (1911), có 662 lễ tế đã được tổ chức trong suốt lịch sử 380 năm xuyên suốt thời phong kiến Minh Thanh của Trung Quốc. Trong đó, các Hoàng đế đã tự thân tổ chúc tế lễ 16 lần và cử các quan đến tế 646 lần.

### Thời kỳ chịu hư hại

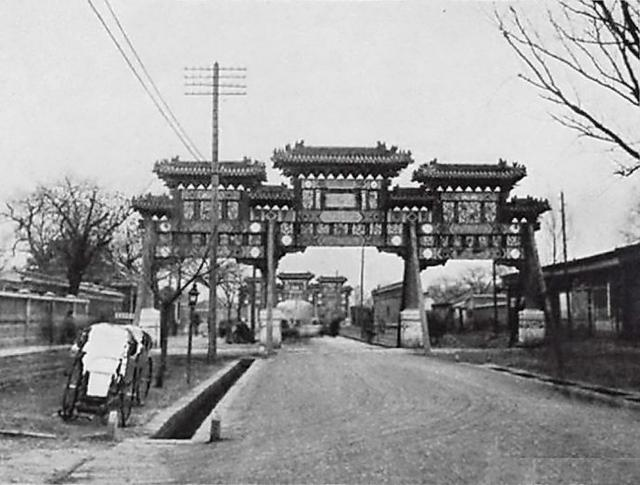
Cổng bài phường của Lịch đại Đế Vương miếu, ảnh đen trắng chụp năm 1918.

Năm 1912, năm đầu tiên của Trung Hoa Dân Quốc, Hoàng đế Nhà Thanh thoái vị và việc tế tự tại Lịch đại Đế Vương miếu kết thúc. Đế Vương miếu trở thành một vị trí chịu sự quản lý của chính quyền Dân Quốc. Cũng trong giai đoạn này, miếu được sử dụng làm nơi tạm trú, chiếm đóng của nhiều đơn vị khác nhau. Năm 1922, Hội Cải tiến Giáo dục Trung Hoa đã mượn sử dụng Đế Vương miếu. Năm 1925, sau khi Tôn Trung Sơn qua đời vì bạo bệnh ở Bắc Kinh, các đơn vị liên quan đã tổ chức tang lễ tại điện Cảnh Đức Sùng Thánh, chính điện trung tâm của Lịch đại Đế Vương miếu. Vào ngày 22 tháng 05 năm 1929, Sự vụ viên quản lý Đế Vương miếu đã báo cáo về việc ngôi miếu được cho Hội Cải tiến Giáo dục Trung Hoa mượn để sử dụng. Sau đó, ba ngôi nhà ở sân phía Đông được sử dụng bởi Đảng bộ thành phố Bắc Bình của Quốc dân đảng Trung Quốc. Ngoài ra, đây còn là nơi sử dụng của quân đội Quốc dân Đảng, hội trường, nhà bảo vệ, trụ sở. Ngày 30 tháng 08 năm 1929, Quốc thuật quán Hà Bắc chiếm đóng và sử dụng Cảnh Đức môn, điện Cảnh Đức Sùng Thánh. Vào ngày 06 tháng 09 cùng năm, Quốc thuật quán Hà Bắc đã viết thư cho Sở Quản lý miếu đền Bắc Bình của Bộ Nội chính, đề nghị được mượn hai khu vực đang chiếm đóng. Tuy nhiên, Sở Quản lý chỉ cho phép mượn sân sau của Đế Vương miếu và yêu cầu Quốc thuật quán bảo vệ di tích. Thời gian tiếp theo, Đế Vương miếu được mượn sử dụng bởi cả Quốc thuật quán, Hội Cải tiến Giáo dục và cơ quan Quốc dân Đảng, quân đội Trung Hoa Dân Quốc.
Vào tháng 07 năm 1931, Viện Nghiên cứu Quốc lập Bắc Bình đã khảo sát và lập bản đồ cụ thể về Đế Vương miếu. Vào thời điểm đó, trong Đế Vương miếu, có ba cơ quan sử dụng là Hội Cải tiến Giáo dục Trung Hoa, Quốc thuật quán Hà Bắc và Trường thiếu niên Bắc Bình. Vào năm 1934, Bộ Nội chính đã chuyển vị trí Đế Vương miếu sang cho Chính phủ thành phố Bắc Bình và đặt dưới sự quản lý của Sở Quản lý miếu đền. Sau đó, các bên tiếp tục tạm sử dụng và mở thêm hoạt động thăm viếng Đế Vương miếu. Năm 1935, Sở Quản lý tiến hành di chuyển bảo quản thần vị của 188 Hoàng đế và 79 vị quan trong chính điện Đế Vương miếu. Các phần được lưu giữ bởi Hội Cải tiến Giáo dục Trung Hoa. Sang năm 1937, ngôi miếu được trùng tu bởi Sở Quản lý. Trong thời Chiến tranh Trung – Nhật, Trường học thiếu niên Bắc Bình được chuyển một phần đến Quế Lâm, Quảng Tây. Trong gian đoạn Nhật Bản chiếm đóng, quân đội Nhật kiểm soát vị trí Đế Vương miếu. Năm 1941, Chính quyền Uông Tinh Vệ đã thay đổi khu vực ngôi miếu thành Trường trung học Nữ sinh thứ ba Bắc Bình. Năm 1945, Chính phủ Quốc dân tái kiểm soát Bắc Bình. Đến năm 1949, nước Cộng hòa Nhân dân Trung Hoa được thành lập, Trường trung học Nữ sinh số ba Bắc Kinh tiếp tục hoạt động tại vị trí của Đế Vương miếu. Năm 1972, Bắc Kinh đã giải thể trường nữ sinh, và thành lập Trung học số 159 Bắc Kinh.
Từ ngày 02 tháng 02 đến ngày 26 tháng 02 năm 1953, Ủy ban Quản lý Di tích văn hóa Bắc Kinh đã khảo sát và lập bản đồ Lịch đại Đế Vương miếu, các cổng bài phường đã được phá bỏ sau khi khảo sát. Vào ngày 10 tháng 06, Ủy ban Quản lý công bố một quy hoạch. Trong cuộc Đại nhảy vọt năm 1958, các trụ sắt và đồng trong ngôi miếu đã được quyên góp để làm thép. Sau khi Đại Cách mạng Văn hóa nổ ra, vào năm 1966, tượng đài đang tháo dỡ trước ngôi miếu đã bị Hồng vệ binh phá hủy. Trong thời kỳ này, thần vị của các Hoàng đế, danh thần được thờ tự trong Đế Vương miếu bị phá hỏng phần lớn, chuyển thành băng ghế ngồi hoặc vật liệu gỗ sử dụng trong đời sống thường ngày. Năm 1976, động đất Đường Sơn gây ảnh hưởng khiến cổng miếu nghiêng đổ, chính điện, bốn gian bia và các công trình khác đều hư hại nặng. Trong suốt khoảng thời gian từ thời Trung Hoa Dân Quốc cho đến trước thời mở cửa Trung Quốc (1912 – 1978), Đế Vương miếu chịu nhiều hư hại vì các cuộc xung đột, chiến tranh và thiên tai; đồng thời ít nhận được sự bảo tồn.

### Trùng tu thời hiện đại

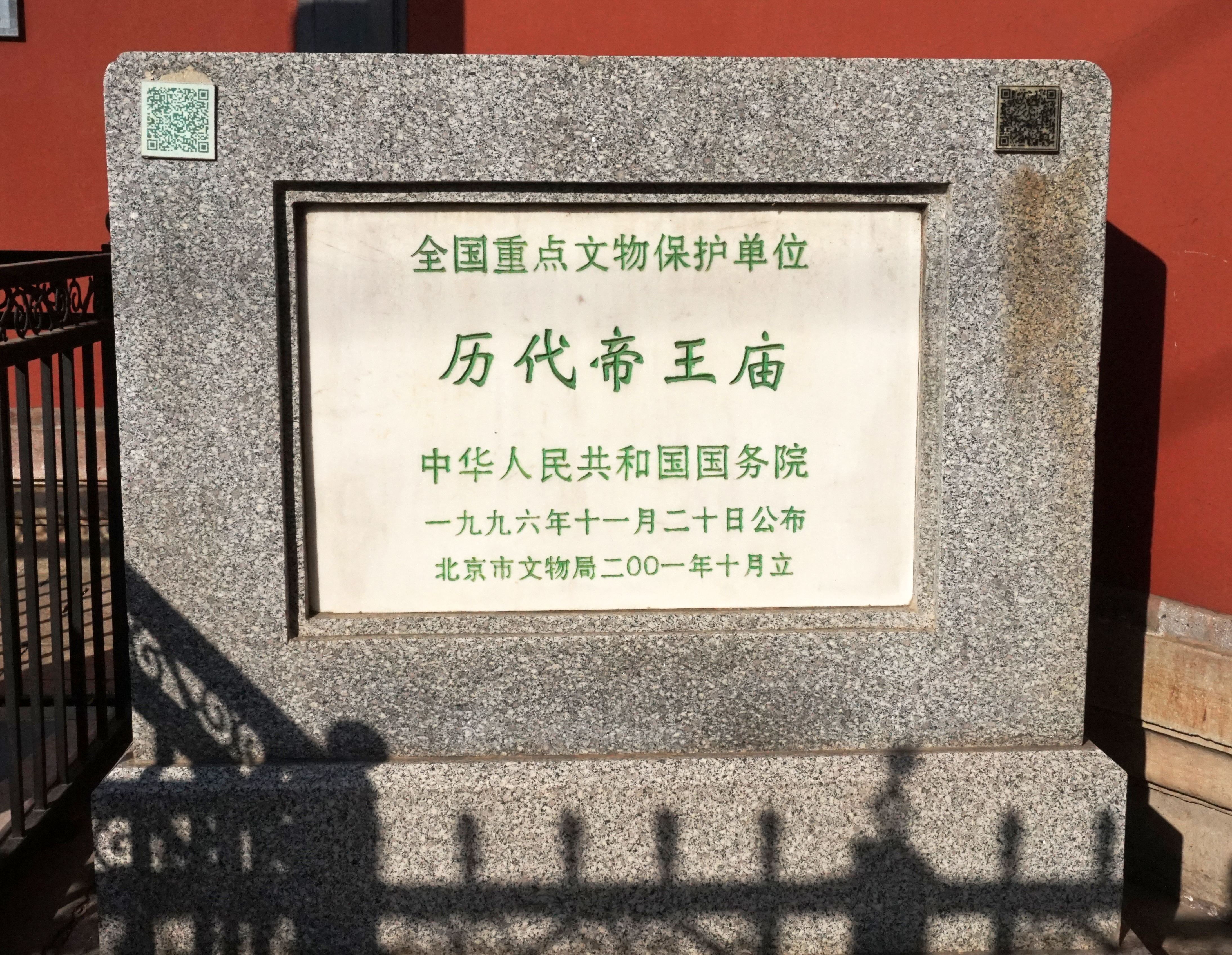
Biển ghi Lịch đại Đế Vương miếu, Đơn vị di tích văn hóa bảo vệ trọng điểm cấp Quốc gia.

Năm 1978, Trung Quốc mở cửa, bắt đầu thời đại cải cách và kiến thiết phát triển đất nước. Trong kỷ nguyên này, văn hóa Trung Hoa được giữ gìn, trong đó có việc bảo tồn, tu bổ lại các công trình kiến trúc. Năm 1979, Lịch đại Đế Vương miếu được công bố là một trong những nơi thuộc đơn vị bảo vệ di tích văn hóa của Bắc Kinh. Ngày 24 tháng 05 năm 1983, Cục Di sản văn hóa quận Tây Thành đã trình lên Chính phủ Nhân dân quận Tây Thành bản báo cáo về việc tu bổ Đế Vương miếu, thành lập bảo tàng quận Tây Thành, đề nghị chuyển vị trí của Trường trung cấp số 159 Bắc Kinh để giữ nguyên tính độc lập của miếu. Năm 1985, Đế Vương miếu tiếp tục được yêu cầu trùng tu, bắt đầu tiến hành từ năm 1988, với ngân sách được chuyển cho các dự án sửa chữa. Vào ngày 20 tháng 05 năm 1993, Cục Di sản văn hóa quận Tây Thành đã đệ trình yêu cầu sửa chữa khẩn cấp ngôi miếu, được cấp sử dụng 200.000 nhân dân tệ để chỉnh sửa. Ban đầu, năm 1994, các công trình kiến trúc cổ như đại điện, phối kết hợp phía Tây, bia đài được sửa chữa khẩn cấp. Năm 1995, các kiến trúc như cổng và kho lưu trữ được trùng tu lại theo dáng vẻ ban đầu. Từ đó, các phần nối tiếp nhau dần được sửa chữa, đồng thời, di dời Trường Trung học số 159 Bắc Kinh. Năm 1996, Lịch đại Đế Vương miếu được công bố là đơn vị di tích văn hóa được bảo vệ trọng điểm cấp Quốc gia đợt thứ tư. Ngày 28 tháng 06 năm 1999, tấm bia hạ mã được khai quật từ miếu. Vào tháng 07 năm 1999, các bức tường miếu đã được sửa chữa và hoàn thành nhà vệ sinh công cộng phía sau. Ngày 22 tháng 12 cùng năm, công trình sửa chữa Lịch đại Đế Vương miếu chính thức được hoàn thành, nghiệm thu.
Trong giai đoạn tu bổ lại Đế Vương miếu, những hoạt động văn hóa, giải trí đồng thời được tổ chức. Tháng 10 năm 1991, Học viện Điện ảnh Bắc Kinh đã quay bộ phim ca nhạc truyền hình My year of 1997 (我的1997) của đạo diễn Nghệ Kính trong Đế Vương miếu. Tháng 05 năm 1992, bộ phim Ly hôn (离婚) do Xưởng phim Bắc Kinh sản xuất được quay tại miếu.
Vào ngày 15 tháng 05 năm 2000, Cục Di sản văn hóa thành phố Bắc Kinh đã hỗ trợ tiến hành công tác khôi phục di tích văn hóa Lịch đại Đế Vương miếu, giao cho quận Tây Thành quản lý, và bảo tàng được mở cửa sau khi tu bổ. Sang năm 2001, giai đoạn đầu tiên của dự án tu bổ Đế Vương miếu bắt đầu. Đến năm 2004, giai đoạn một đến giai đoạn ba của dự án sửa chữa đã hoàn thành. Cũng trong giai đoạn này, Trường Trung học số 159 Bắc Kinh chính thức được chuyển ra khỏi khu vực, quận Tây Thành tổ chức lễ bàn giao công trình, giao cho cơ quan di tích văn hóa vào, đưa miếu trở về độc lập nguyên trạng. Năm 2004, Lịch đại Đế Vương miếu mở cửa tham quan, được chính thức đặt tên là Viện bảo tàng Lịch đại Đế vương miếu Bắc Kinh (北京历代帝王庙博物馆). Vào tháng 01 năm 2019, Đơn vị Bảo tồn di sản văn hóa quan trọng Quốc gia tiến hành bắt đầu công việc tu bổ quy mô lớn thêm một lần nữa. Trong giai đoạn 2019 – 2020, Đế Vương miếu được tạm đóng cửa tu bổ, tập trung hoàn thành tỉ mỉ, phục vụ khách du lịch, chính thức hoàn thành đi vào hoạt động từ ngày 24 tháng 12 năm 2020.

## Kiến trúc
Lịch đại Đế Vương miếu nằm ở phía Bắc của phố Đại Nội Phụ Thành Môn, từ phía Bắc hướng về phía Nam. Miếu có tổng diện tích 20.000 m², trong đó 6.000 m² dùng để xây dựng công trình. Trong kết cấu kiến trúc của miếu, từ Nam đến Bắc trên trục trung tâm gồm ảnh bích, cầu đá, cổng miếu, Cảnh Đức môn, điện Cảnh Đức Sùng Thánh, và kho trữ đồ tế. Trong đó, điện Cảnh Đức Sùng Thánh là chính điện, với bốn gian bia đình ở hai phía Đông và Tây, cũng như các sảnh phía Đông và phía Tây. Ngoài ra còn có một miếu trong miếu ở sân phía Tây của Đế Vương miếu, đó là miếu Quan Đế. Đa số các công trình được xây dựng từ năm Gia Tĩnh thứ chín, tức 1530.

### Khu vực bao quanh

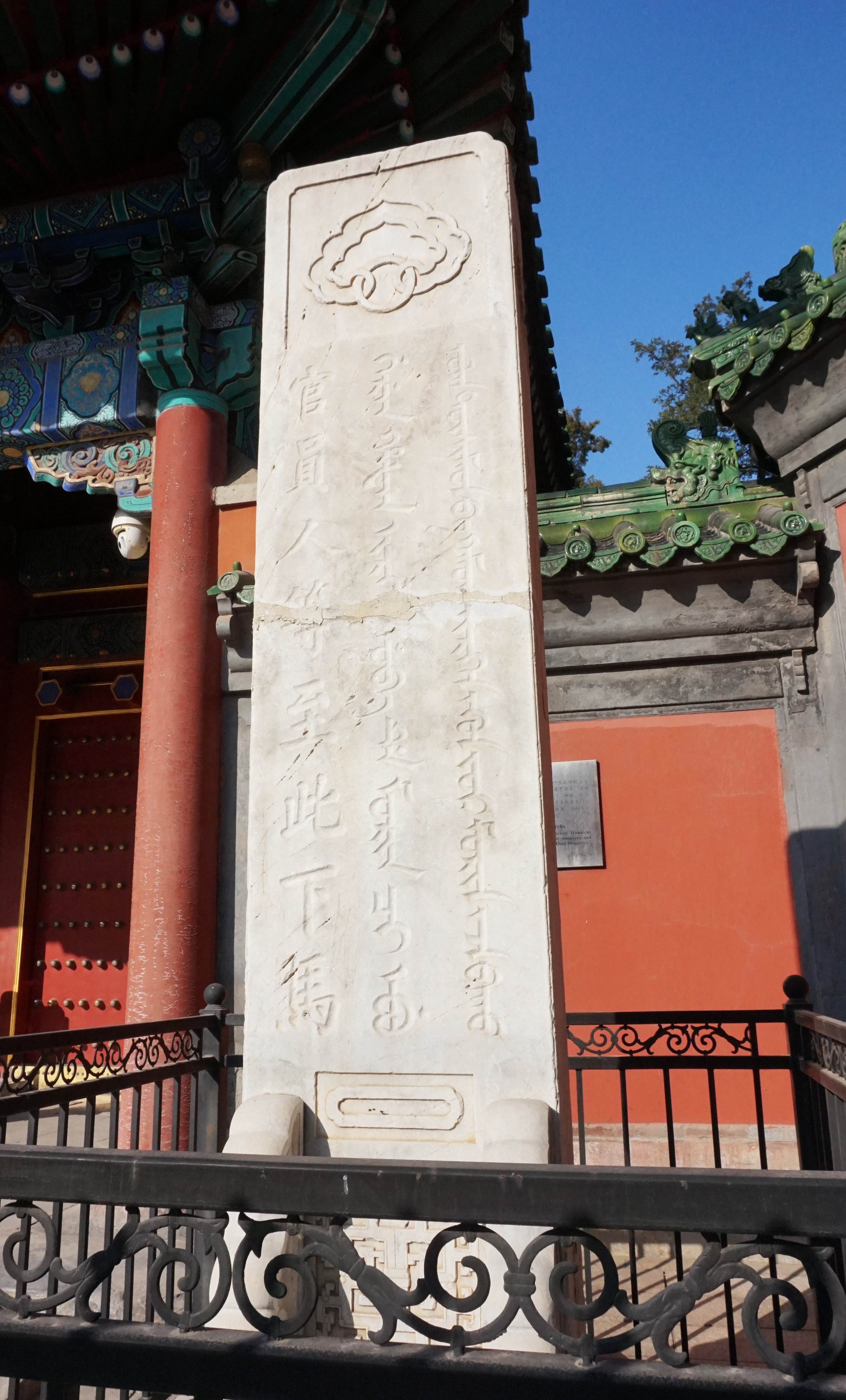
Bia hạ mã ở cổng Đế Vương miếu với bản viết chữ Hán, chữ Mãn và chữ Mông Cổ.

Bao quanh miếu là hệ thống các công trình như ảnh bích, cổng miếu, cầu đá, bia hạ mã, cổng bài phường, cổng phụ. Ảnh bích nằm ở phía Nam của phố Đại Nội Phụ Thành Môn. Bích được xây dựng vào năm 1530, vẫn giữ nguyên dáng ban đầu suốt 500 năm qua hai triều đại Minh, Thanh. Bức ảnh bích dài 32,4 m từ Đông sang Tây, dày 1,35 m từ Bắc xuống Nam và cao 5,6 m, có các đường gờ lớn và gạch ống tráng men màu xanh lá cây. Chính giữa và bốn góc của bức bình phong được đắp nổi bằng men xanh trên nền vàng, chính giữa là men hoa lam và bốn góc là các góc khảm sành. Những đồ trang trí tráng men này đã bị hư hại vào những năm 1950 và 1960, bao phủ bởi lớp vôi vữa, được sửa chữa vào năm 1990. Đến năm 1999, ảnh bích được xây dựng lại theo hệ thống cũ của thời Nhà Minh. Cũng trên phố Đại Nội Phụ Thành Môn, có một cổng bài lâu ở phía Tây trước cửa Cảnh Đức. Bài lâu ghi tên Cảnh Đức môn trên tấm bảng, có hình thức cấu trúc cân đối và chạm khắc tinh xảo. Năm 1950, nhiều vị trí bị phá hủy, xây dựng lại, vẫn giữ nguyên bài lâu Cảnh Đức môn. Đến năm 1954, bài lâu được tháo dỡ. Năm 2001, Quốc vụ viện Cộng hòa Nhân dân Trung Hoa chính thức phê duyệt việc xây dựng lại các công trình cũ của thủ đô. Bài lâu Cảnh Đức môn cũng được xây dựng lại, cao 9,74 m và rộng 21,86 m. Bốn cột đỏ trên cột đá hoa trắng nâng đỡ cổng mái ngói tráng men xanh.

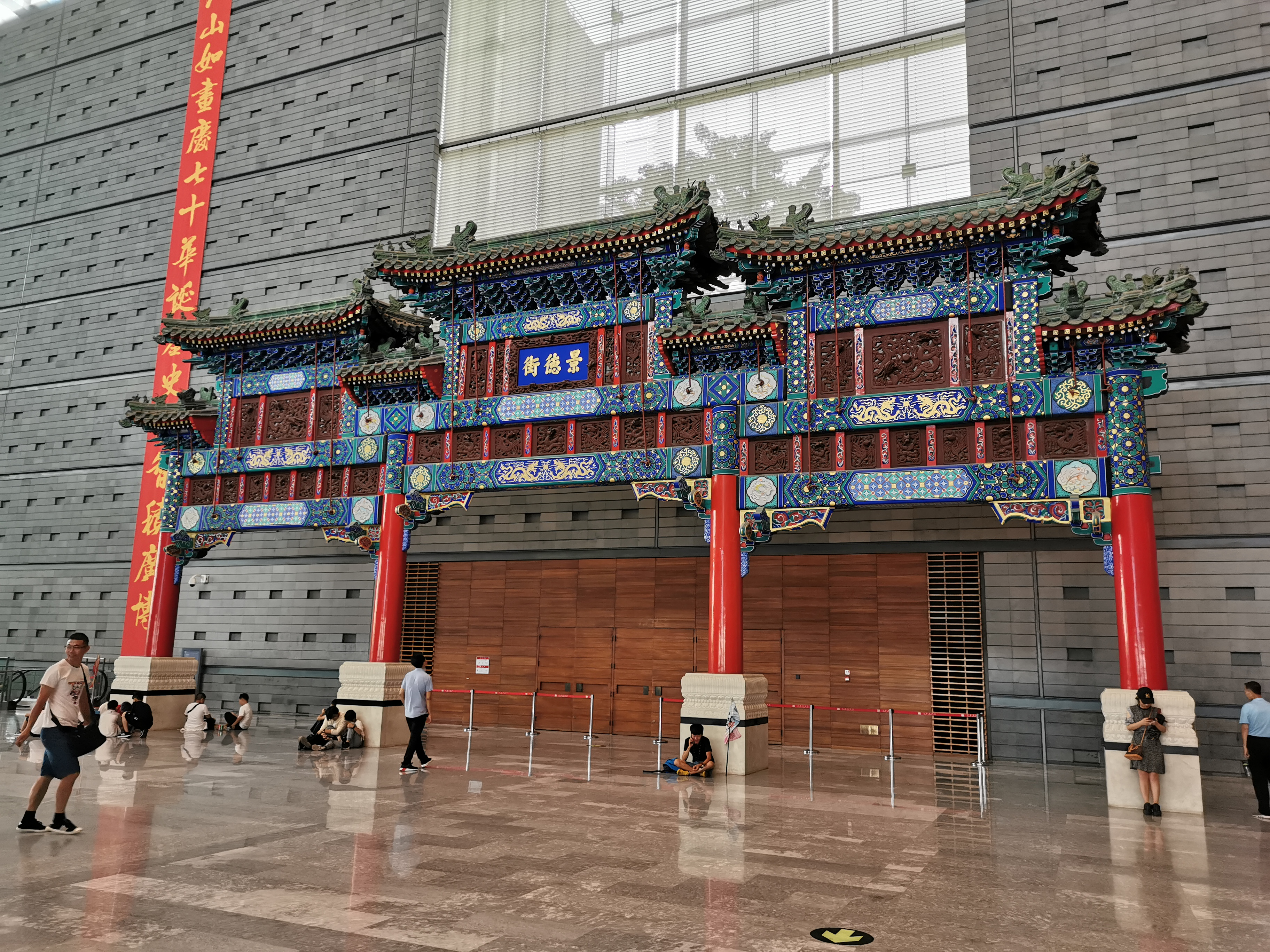
Cổng vòm phố Cảnh Đức được sưu tầm bởi Bảo tàng Thủ đô

Phần tiếp theo là cổng miếu gồm ba gian rộng và một gian sâu, bao phủ bởi gạch ống tráng men màu đen với các đường viền màu xanh lá cây. Cổng theo kiến trúc đỉnh Hiết Sơn, kiểu kiến trúc cổng có hình dạng như ngôi nhà, áp dụng cho cả khác khu vực khác của miếu. Đỉnh Hiết Sơn ở cổng vào đi lên có hình phẳng, ba bậc đấu củng, cả đấu củng và lương phường có những bức tranh đầy màu sắc và cánh cửa có màu đỏ son. Hai bên cổng miếu đều có tường bao, trước và sau cổng đều có bậc tam cấp lát đá hoa trắng và hình núi, mây ở trung tâm. Trong lần đại tu cổng năm 1994, đã phát hiện cổng là công trình được giữ nguyên từ thời Nhà Minh, không có thay đổi trong lần sửa chữa thời Nhà Thanh. Có một hành lang bên trong cổng miếu dẫn đến cửa Cảnh Đức. Cổng miếu nối với cửa phụ, có cửa trái và phải ở hai phía Đông và Tây cổng miếu. Bên trong cổng phụ là các hành lang dẫn đến các cổng phía Đông và Tây tương ứng.

Đế Vương miếu có một số công trình nhỏ bị phá hủy, là cầu đá và bài lâu. Cầu đá hay thạch kiều (石桥): có ba cây cầu đá, nằm ở phía Đông sang Tây trước cổng miếu. Năm 1954, các cây cầu đã bị phá hủy do xây dựng lại đường. Cổng vòm hay cổng bài phường của miếu gồm gồm hai cổng vòm, nằm trên phố Đại Nội Phụ Thành Môn ở phía Đông và Tây của cổng miếu, được xây dựng ở bên đường. Cổng vòm đã bị phá bỏ vào năm 1954 do xây dựng lại đường. Có một kiến trúc thất lạc được khai quật, dựng lại là bia hạ mã. Có hai bia hạ mã xây thời Nhà Thanh, bệ ngồi bia hình chữ nhật. Mặt trước của tấm bia phía Đông được khắc bằng chữ Mãn Châu, chữ Trung Quốc và chữ Mông Cổ, dòng chữ: quan viên xuống ngựa (官员人等至此下马), và mặt sau được khắc bằng chữ Tạng, chữ Duy Ngô Nhĩ và chữ Thác Thắc. Bia hạ mã phía Tây được khắc ngược lại, đổi chiều vị trí trước và sau. Quy tắc Bộ Lễ thời Càn Long là Hạ mã bài, ban đầu chỉ là một tấm biển bằng gỗ, sau đó được thay thế bằng một tấm bia đá vào thời Càn Long. Trong thời kỳ Đại Cách mạng Văn hóa, bia hạ mã được tháo dỡ, bị phá và chôn vùi dưới lòng đất. Tháng 10 năm 1999, hai tấm bia được khai quật, được dựng lại cùng năm tại hai bên cổng miếu.

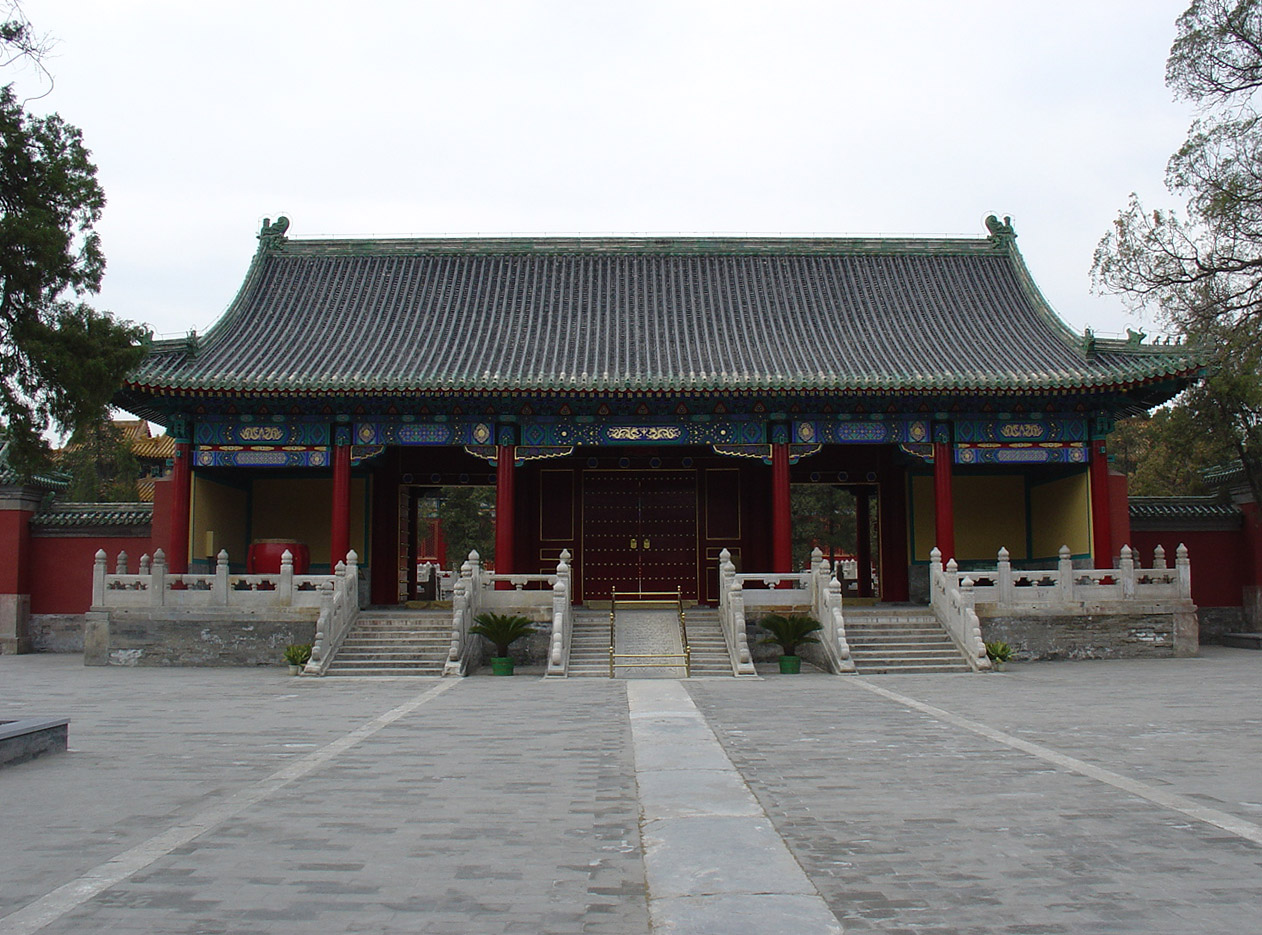
Cảnh Đức Môn với kiến trúc đỉnh Hiết Sơn.

Sau khi di chuyển qua các khu vực xung quanh của toàn bộ công trình, vị trí tiếp theo là cổng chính Cảnh Đức. Cảnh Đức môn (景德门) được xây dựng vào năm 1530, có năm gian rộng và ba gian sâu, kiến trúc gian với sau trụ gỗ màu đỏ. Cổng được bao quanh bởi lan can bằng đá cẩm thạch trắng, ba mặt trước và sau, hoa văn hình mây núi, ở trung tâm tương tự với cổng ngoài của miếu. Mái hiên đỉnh Hiết Sơn lợp ngói ống tráng men đen, viền xanh lục. Theo hệ thống nghi thức, cửa Cảnh Đức thường được khóa, chỉ được mở khi Hoàng đế tới làm lễ thế Đế Vương miếu. Ở Cảnh Đức môn, cửa bên hay gọi là dịch môn (掖门) nằm ở hai phía Đông và Tây của cổng chính, là cổng dẫn đến sân giữa. Dịch môn đều là gạch ống tráng men màu đen với các đường cắt màu xanh lá cây và các đường gờ lớn trên đỉnh cửa. Nằm ở phía Đông Bắc cổng phụ phía Đông của Cảnh Đức môn, phía Đông của lối đi giữa là tháp chuông. Tháp chuông có hai tầng, trên tầng hai có mái đỉnh Hiết Sơn cùng đấu củng và treo một quả chuông phục vụ cho tế lễ. Chuông đã bị phá hủy sau đó, thời gian bị phá hủy vẫn chưa được xác định. Ngày nay, tháp chuông được treo chuông Kim dung (金镛) mô phỏng chuông của thời Vĩnh Lạc Nhà Minh. Phía Nam của tháp chuông là cây hòe, cây di sản cấp quốc gia, là di tích của chùa Bảo An vào thời Nhà Minh.

### Điện Cảnh Đức Sùng Thánh

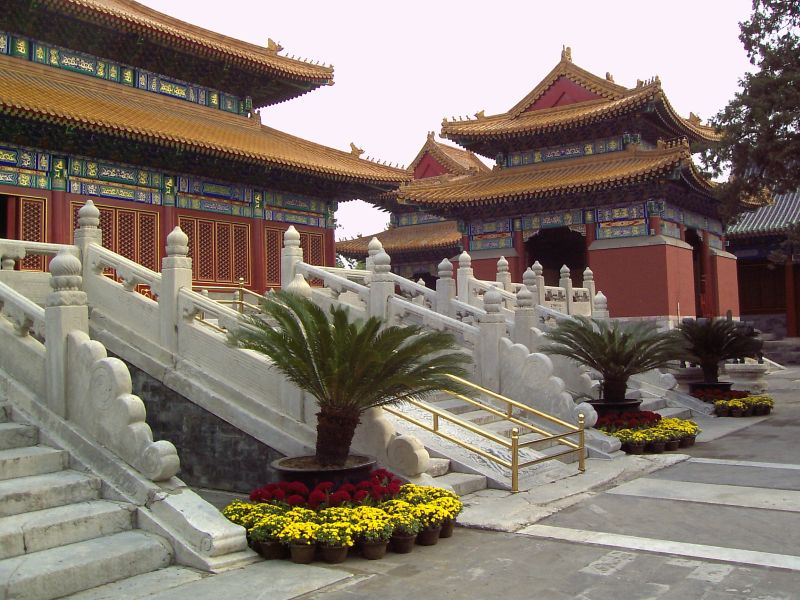
Một góc nhìn của điện Cảnh Đức Sùng Thánh với kiến trúc đỉnh Vũ Điện.

Điện Cảnh Đức Sùng Thánh (景德崇圣殿) hoặc Sùng Thánh điện được xây dựng vào năm 1530, là chính điện của Lịch đại Đế Vương miếu, áp dụng hình thức kiến trúc cổ đại nhất của Trung Quốc, kiểu đỉnh Vũ Điện. Sùng Thánh điện mang ý nghĩa là sùng kính và ngưỡng mộ đạo đức các bậc hiền nhân. Điện có chín gian rộng 51 m và năm gian sâu 27 m, có 60 cột gỗ trinh nam nhuộm vàng với mái hiên đôi và lát gạch vàng trên nền. Trong thời Ung Chính và Càn Long, điện đã được đại tu. Thời Càn Long, đại sảnh của điện thờ Tam Hoàng Ngũ Đế, 188 vị Hoàng đế trong lịch sử. Sảnh thờ nằm trên một bục cao, trước sảnh có một bục rộng, chiều dài từ Đông sang Tây là 27 m, chiều rộng từ Bắc xuống Nam là 15,5 m, có lan can bằng đá ở các mặt Đông, Nam, Tây và tranh đá mây, núi ở trung tâm. Giữa điện là tấm bảng, viết Báo đáp công lao, hai bên cột treo câu đối thể hiện tinh thần tôn trọng quá khứ, nghiêm khắc, trung chính hiện tại, đều được viết bởi Càn Long. Trên điện đặt tháp thờ và thần vị, các vật dụng nguyên bản đều không còn do hư hại trong Đại nhảy vọt, Đại Cách mạng văn hóa vô sản, đã được phục dựng lại như cũ trong lần trùng tu năm 2004. Hiện nay điện được chia thành bảy điện thờ, trên các điện thờ đính mũ bì lư, được sơn bằng vàng. Bảy ngôi điện thờ 188 vị, bao gồm: điện trung tâm dành cho Tam Hoàng; điện đầu tiên ở phía Đông của điện thờ trung tâm dành cho Ngũ Đế; điện đầu tiên bên phải thờ 40 vị Đế Vương Nhà Hạ và Thương; điện thứ hai bên trái thờ 32 vị Đế Vương Nhà Chu; điện thứ hai ở bên phải thờ 40 vị Hoàng đế của Nhà Hán, Tam Quốc, Đông Tấn, Nam Bắc triều; điện thứ ba bên trái thờ 38 vị Hoàng đế của Nhà Đường, Ngũ triều, Liêu và Tống; điện thứ ba bên phải thờ 30 vị Hoàng đế của Nhà Kim, Nguyên và Minh. Thần vị dưới dạng kim thư, ban đầu do Ung Chính Đế viết. Sau năm 2004, các ký tự trên thần vị được dựng lại nhờ trùng tu, sử dụng chữ viết thông thường được đánh máy tính. Trước mỗi điện thờ đều có đầy đủ hộp đựng đồ tế tự, hương án. Gần nhất với mỗi điện là một bàn kim khí hiến tế, trên đó có các bình tế như kim chỉ đồng, thanh, gùi, cúc, trúc. Phía Nam là một hương án với một lư hương và hai chân đèn. Ở phía Đông và Tây của sảnh được đặt các nhạc cụ và các đồ vật khác dùng để tế lễ.

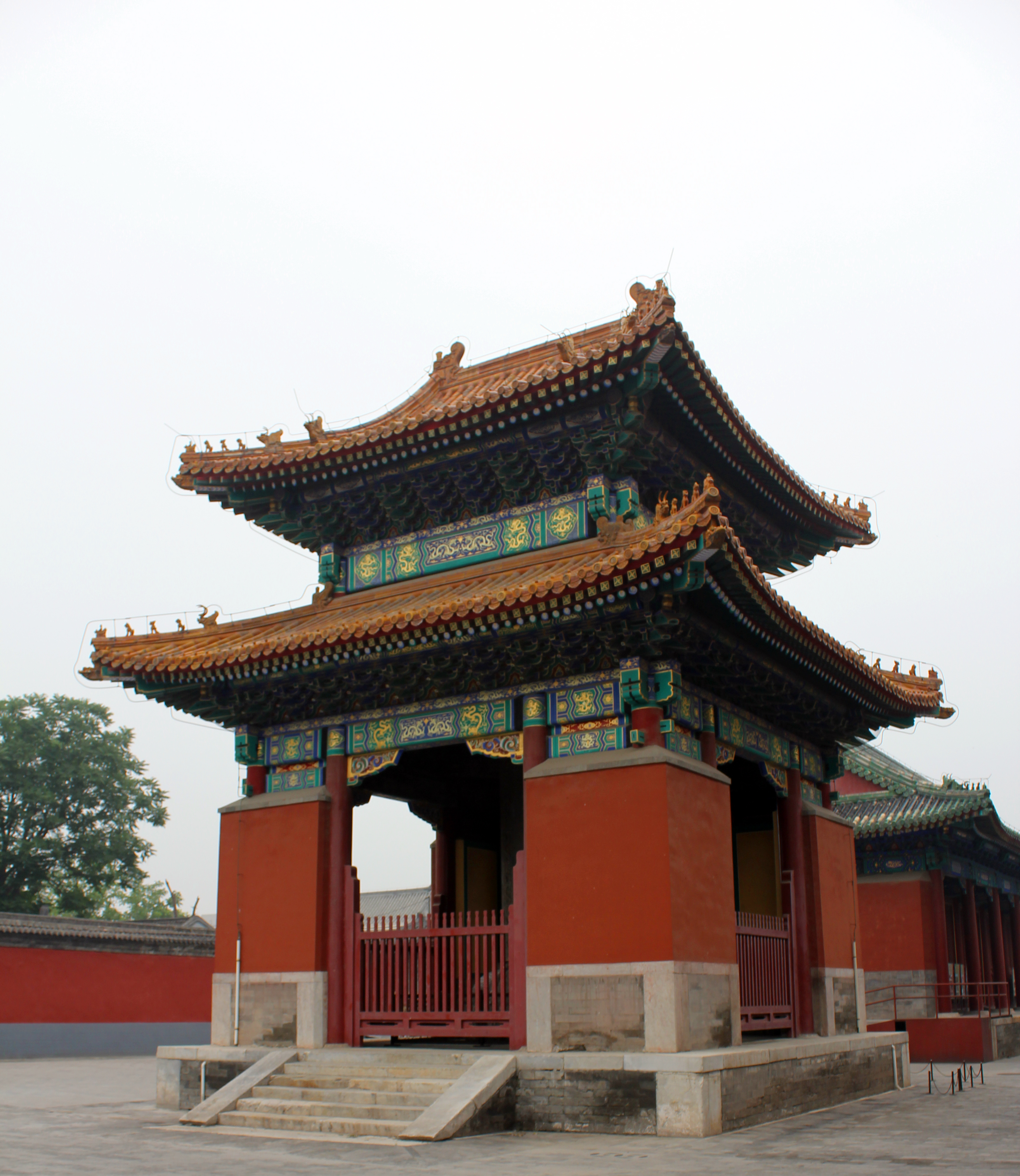
Một trong bốn bi đình của Đế Vương miếu với kết cấu hai mái.

Điện Đông Phối và điện Tây Phối nằm đối xứng hai bên, đối diện mặt trước của Sùng Thánh điện, trên nền của một lễ đài. Hai bên có kiến trúc đỉnh Hiết Sơn tương tự nhau, mỗi điện có hiên bảy gian rộng 33,4 m, ba gian sâu 14,6 m. Trên đỉnh điện được lát gạch men đen và các mặt trang trí màu xanh lá cây. Ba mặt là tường gạch dày, cửa sổ ngày nay được lắp đặt sau khi dỡ bỏ tường gạch vào năm 1949, được xây dựng lại vào năm 2004. Đông Phối điện thờ 40 vị văn thần, Tây Phối điện thờ 39 vị vũ tướng, theo hệ thống cổ xưa, tiểu lâu được dùng để thờ các vị danh thần, mỗi nơi được đặt một đầu lợn và một đầu cừu. Bài vị của danh thần là một cuốn sổ mặc thư, nhỏ hơn bài vị của Đế Vương. Những thứ ban đầu trong sảnh đã thất lạc, nay là phòng triển lãm. Gần với điện là các lư đốt, lư Đông Liệu ở phía Đông của cửa Đông Dịch, lư Tây Liệu ở phía Tây của cửa Tây Dịch, cả hai đều là lò nung tráng men màu xanh lá cây có thể được sử dụng để đốt các văn bản thờ cúng, lụa thần sau lễ tế.
Khu vực tiếp theo ở trong vùng trung tâm miếu là các ngôi đình theo kiểu đỉnh Hiết Sơn được dựng từ Triều Thanh. Có bốn bi đình theo bốn góc hình chữ nhật là bi đình Chính Đông, Đông Nam, Chính Tây và Tây Nam. Trong bi đình có bia đá, đều có bệ và trán bia, là kiểu bia do Hoàng đế viết, thiết kế xây dựng Long quy đội bia đá, trang trí hình ảnh rồng, long ấn, hình núi sông, thể hiện đẳng cấp cao nhất của hoàng tộc. Bia đình Chính Đông ở phía Đông Sùng Thánh điện, được xây dựng từ thời Càn Long, trên đỉnh đình được lợp ngói tráng men màu vàng với những bức tranh khắc. Vào năm Càn Long thứ 50 (1785), tấm bia Chính Đông được viết bằng chữ Mãn và chữ Hán, toàn bộ bia cao 7,54 m. Bi đình Đông Nam được xây dựng vào thời Ung Chính Đế năm 1733, cao 7,53 m, bên trong có tấm bia Phụ tử bi của Ung Chính và Càn Long. Ban đầu, bia được Ung Chính viết, kế đến được Càn Long, con trai kế vị viết tiếp vào năm 1785, 50 năm sau khi Ung Chính qua đời. Tiếp đến là bi đình Chính Tây được xây dựng vào thời Ung Chính Đế, trong đình là Vô tự bi, cao 7,83 m, là tấm bia không chữ duy nhất trong miếu. Bi đình Tây Nam được xây dựng thời Càn Long, trong đình có một tấm bia đúc năm 1764, cao 6,0 m, mặt bia được Càn Long viết. Nằm ở phía cực Bắc Sùng Thánh điện cũng như Đế Vương miếu là kho lưu tế phẩm, sau kho là bức tường phía Bắc của ngôi miếu. Kho vật tế rộng năm gian và sâu một gian, có hành lang ở mặt trước và sau, là nơi chứa các vật phẩm hiến tế. Bên cạnh đó, các kiện vật khác là nhóm pháo cổ nằm ở phía Tây Bắc của điện Tây Phối. Vào những năm 2000, nhiều khẩu đại bác cổ đã được khai quật ở phía Tây của ngôi miếu trong quá trình tu bổ. Cạnh nhóm pháo cổ còn có cây cổ thụ cùng thời cây hòe.

### Khu vực liên kết

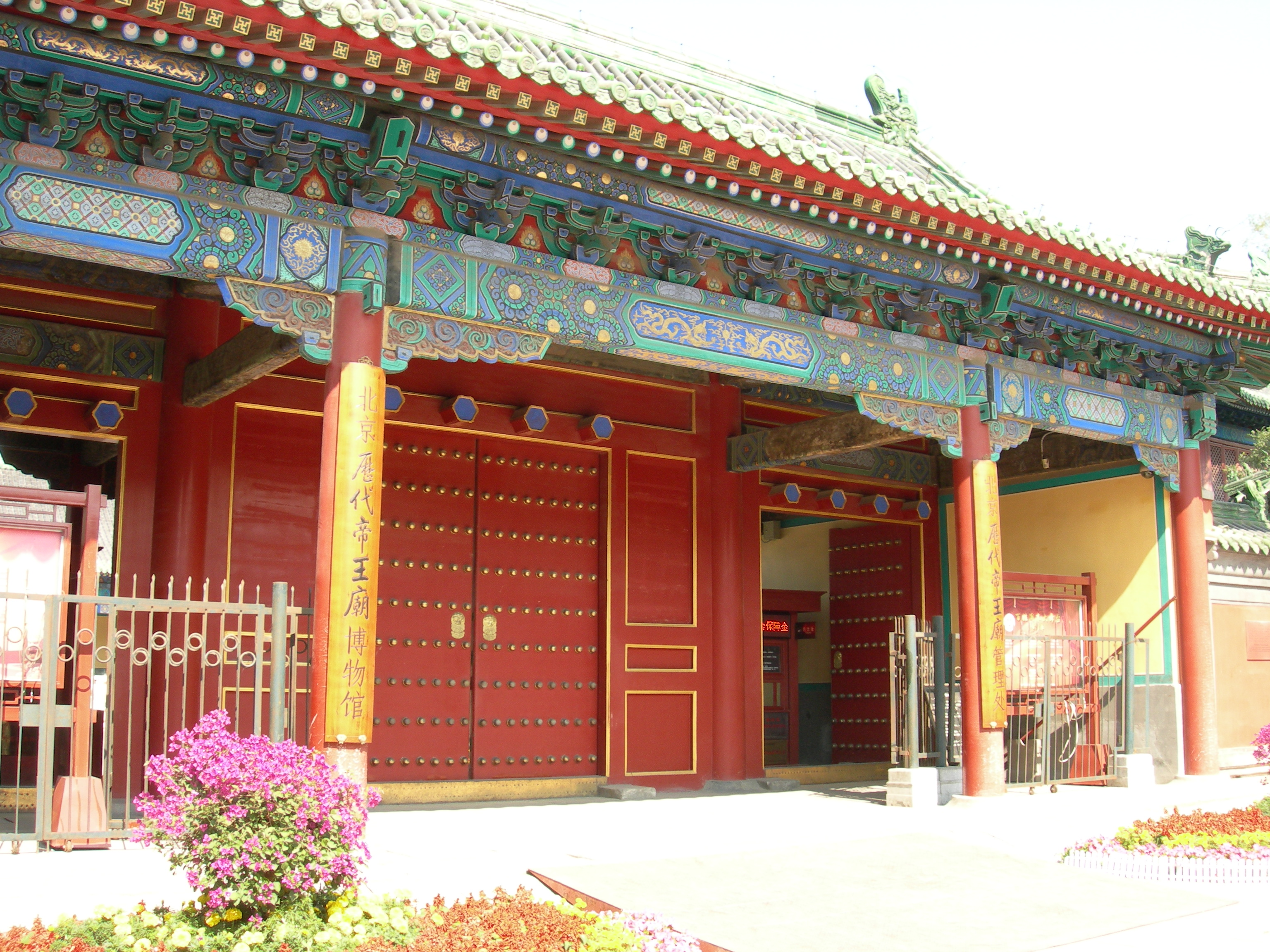
Cổng vào tham quan Đế Vương miếu, tu bổ theo kiến trúc Minh Thanh.

Khu vực liên kết là các công trình phục vụ hoạt động tế tự, nằm tại những vị trí của Đế Vương miếu ở bên trong của khu vực bao quanh, các vùng biên của Sùng Thánh điện, giữa tường lớn, cổng bên ngoài và Cảnh Đức môn, hai góc tổng thể phần ngoài của miếu. Khu liên kết chia thành hai viện Đông và Tây, các công trình hiện có là những công trình kiến trúc ban đầu từ thời Nhà Minh. Khu vực liên kết không có kiểu dáng đỉnh Vũ Điện, chỉ có đỉnh Hiết Sơn và thêm mới kiến trúc khác đỉnh Lộc, đỉnh Ngạnh Sơn, mang hàm ý là khu vực bậc thấp hơn của chính điện Sùng Thánh trung tâm.
Viện Đông có bếp Thần, kho Thần, đình Tể Sinh, đình Tỉnh. Theo quy định về lễ nghi thời Minh, hai ngày trước khi làm lễ, triều đình sẽ cử các quan đi chọn trâu, bò, cừu, lợn làm vật tế, rồi đem giết mổ trong lò mổ. Bếp Thần dùng để chế tác tế phẩm, đồ tế được đặt trong kho Thần để làm lễ tế thần. Bếp Thần nằm ở phía Bắc của viện Đông, đỉnh Ngạnh Sơn với ngói men đen có viền xanh, rộng ba gian và sâu một gian, có bậc thềm trước hiên. Nội thất hoàn toàn được làm từ thời Nhà Minh, không có trần nhà, xà nhà bằng thanh châu màu đỏ và các bức tranh bằng ngọc bích, nhằm mục đích ngăn côn trùng và sát trùng. Bên phải bếp Thần là kho Thần với trang trí nội thất cũng giống như bếp Thần, nơi dùng để cất giữ đồ tế khí. Bên trái bếp Thần là đình Tể Sinh theo kiểu đỉnh Hiết Sơn tức cấp bậc cao hơn, nơi dùng để giết mổ và hiến tế. Trong gian giết mổ có một cái máng bằng đá để rửa đồ tế. Bên cạnh đình Tể Sinh là đình Tỉnh, là công trình nhỏ nhất trong Đế Vương miếu. Đình Tỉnh được sử dụng để làm sạch đồ tế và chuẩn bị hiến tế. Mái của gian đình là mái ngói ống nhỏ màu xám, chính giữa lộ ra với kiểu kiến trúc đỉnh Lộc, đối diện giữa giếng nước với bầu trời, có nghĩa là trời đất giao hòa. Giếng sâu từ bảy đến tám mét và hiện đã khô cạn, trụ đá ở miệng giếng từng được dùng làm đá cột cờ.
Viện Tây ở bên trái khu vực liên kết với hướng vào là một hành lang, có hai sân ở phía Bắc, một sân trong ở phía Nam. Công trình đặc trưng ở viện Tây là miếu Quan Đế. Miếu Quan Đế (关帝庙) nằm ở góc Đông Bắc viện Tây, được xây dựng theo hướng trục dọc từ phía Bắc đến phía Nam. Miếu rộng ba gian, sâu một gian, có hiên trước, là nơi dành để thờ Quan Vũ, và là miếu trong miếu của Lịch đại Đế Vương miếu. Miếu Quan Đế được nhắc đến lần đầu tiên trong Khâm định Đại Thanh hội điển sự lệ được biên soạn vào thời Gia Khánh Đế của Nhà Thanh, được cho rằng đã xây dựng cuối thời Càn Long. Ngoài sảnh có câu đối tôn thờ sự trung thành và công lao trong sự nghiệp của Quan Vũ. Hiện tại, có một điện thờ ở phía trước của ngôi miếu, bên trong là bức tượng Quan Vũ với khuôn mặt dát vàng. Một tấm bảng Thần dũng (神勇) treo phía trên điện thờ, bên cạnh là tượng Quan Bình và Chu Thương. Ở phía Tây trước miếu Quan Đế, đồng thời nằm giữa hai sân ở phía Bắc của viện Tây là phòng Tây Sương, nơi tổ chức các dịp triển lãm văn hóa về Quan Vũ. Các nhà tiếp theo ở viện Tây là kho Tế Khí, rộng ba gian, sâu một gian, chứa các vật phẩm hiến tế. Ở mặt trước của kho Tế Khí là phòng Trai Túc, nơi các quan chức giám sát việc chuẩn bị đồ tế và trưng bày các đồ lễ tế, nhạc cụ. Phòng Điển Thủ là văn phòng của các quan chức bảo vệ, phòng Chấp sự Nhạc Vũ là phòng làm việc của các quan phụ trách dâng lễ cho các quan ca múa nhạc. Các phòng ở viện Tây có hình vuông, thiết kế theo kiểu đỉnh Ngạnh Sơn, nơi ở của các quan lại phụ trách phục vụ tế lễ. Ngày nay, nhà vệ sinh công cộng phục vụ khách tham quan, du lịch cũng được xây dựng thêm ở viện Tây.

## Thờ các Đế Vương
Các Đế Vương được thờ tự tại Cảnh Đức Sùng Thánh điện tức chính điện của Lịch đại Đế Vương miếu, có thay đổi trong các thời kỳ. Ban đầu thờ 17 Đế Vương; trong giai đoạn mở rộng lớn nhất có 190 vị; sau khi gỡ thần vị, miếu còn 188 Đế vương. 
Các đế vương được thờ ở đây phải là những vị vua được coi là chính thống của đất nước, không bị sử sách đánh giá quá xấu, và có thời gian trị vì đủ dài. Những vị vua bị coi là tiếm nghịch (không chính thống), hoặc thời gian cai trị quá ngắn, hoặc tàn ác bất nhân, hoặc có tội làm vong quốc thì không được thờ.
Thanh Cao Tông Càn Long trong suốt sự nghiệp Hoàng đế của mình đã tiến hành chỉnh sửa, tổ chức nhiều nghi lễ thờ tự, bảo vệ và chú trọng Đế Vương miếu.

### Truyền thuyết và vương quốc
Thời kỳ truyền thuyết cổ đại và giai đoạn vương quốc ở Trung Quốc bao gồm Tam Hoàng Ngũ Đế và ba triều đại Nhà Hạ, Nhà Thương, Nhà Chu. Đối với Tam Hoàng Ngũ Đế, các sử ký, biên niên sử tại Trung Quốc có nhiều giả thuyết khác nhau về những nhân vật truyền thuyết này. Theo Sử ký Tư Mã Thiên, Tam Hoàng là Thiên Hoàng, Địa Hoàng, Nhân Hoàng; Ngũ Đế là Hoàng Đế, Chuyên Húc, Đế Khốc, Đế Nghiêu, Đế Thuấn. Một số tác phẩm khác đề cập đến Nữ Oa, Toại Nhân, Chúc Dung, suốt một thời gian dài không thống nhất. Năm 1373, Minh Thái Tổ Chu Nguyên Chương quyết định thờ tự, thờ Tam Hoàng là Phục Hy, Thần Nông, Hoàng Đế; Ngũ Đế là Thiếu Hạo, Chuyên Húc, Đế Khốc, Đế Nghiêu, Đế Thuấn. Xuyên suốt hơn 500 năm cho đến hiện đại, tám vị Tam Hoàng Ngũ Đế này được hai triều đại Nhà Minh, Nhà Thanh thờ tự không thay đổi. Tam Hoàng được thờ ở điện thờ trung tâm thứ nhất, Ngũ đế ở điện thờ thứ hai.
| Cảnh Đức Sùng Thánh điện: điện I, II, III, IV | Cảnh Đức Sùng Thánh điện: điện I, II, III, IV | Cảnh Đức Sùng Thánh điện: điện I, II, III, IV | Cảnh Đức Sùng Thánh điện: điện I, II, III, IV | Cảnh Đức Sùng Thánh điện: điện I, II, III, IV | Cảnh Đức Sùng Thánh điện: điện I, II, III, IV | Cảnh Đức Sùng Thánh điện: điện I, II, III, IV | Cảnh Đức Sùng Thánh điện: điện I, II, III, IV | Cảnh Đức Sùng Thánh điện: điện I, II, III, IV | Cảnh Đức Sùng Thánh điện: điện I, II, III, IV | Cảnh Đức Sùng Thánh điện: điện I, II, III, IV | Cảnh Đức Sùng Thánh điện: điện I, II, III, IV | Cảnh Đức Sùng Thánh điện: điện I, II, III, IV | Cảnh Đức Sùng Thánh điện: điện I, II, III, IV | Cảnh Đức Sùng Thánh điện: điện I, II, III, IV | Cảnh Đức Sùng Thánh điện: điện I, II, III, IV | Cảnh Đức Sùng Thánh điện: điện I, II, III, IV |
| --------------------------------------------- | --------------------------------------------- | --------------------------------------------- | --------------------------------------------- | --------------------------------------------- | --------------------------------------------- | --------------------------------------------- | --------------------------------------------- | --------------------------------------------- | --------------------------------------------- | --------------------------------------------- | --------------------------------------------- | --------------------------------------------- | --------------------------------------------- | --------------------------------------------- | --------------------------------------------- | --------------------------------------------- |
| I Tam Hoàng 三皇                              |                                               | Phục Hy                                       | Phục Hy                                       | Thần Nông                                     | Thần Nông                                     | Hoàng Đế                                      | Hoàng Đế                                      |                                               |                                               | Thiếu Hạo                                     | Chuyên Húc                                    | Đế Khốc                                       | Nghiêu                                        | Thuấn                                         |                                               | II Ngũ Đế 五帝                                |
| III Hạ 夏朝 Quân chủ: 14                      |                                               | Hạ Vũ                                         | Hạ Khải                                       | Trọng Khang                                   | Thiếu Khang                                   | Hạ Trữ                                        | Hạ Hòe                                        | Hạ Mang                                       | Hạ Tiết                                       | Bất Giáng                                     | Hạ Quýnh                                      | Hạ Cần                                        | Khổng Giáp                                    | Hạ Cao                                        | Hạ Phát                                       |                                               |
| III Thương 商朝 Quân chủ: 26                  |                                               | Thành Thang                                   | Thái Giáp Tổ Đinh                             | Ốc Đinh Nam Canh                              | Thái Canh Dương Giáp                          | Tiểu Giáp Bàn Canh                            | Ung Kỷ Tiểu Tân                               | Thái Mậu Tiểu Ất                              | Trọng Đinh Vũ Đinh                            | Ngoại Nhâm Tổ Canh                            | Tử Chính Tổ Giáp                              | Tổ Ất Lẫm Tân                                 | Tổ Tân Canh Đinh                              | Ốc Giáp Thái Đinh                             | Đế Ất                                         |                                               |
| IV Nhà Chu 西周 Quân chủ: 32 Tây Chu: 10      | Vũ Vương                                      | Cơ Tụng                                       | Cơ Chiêu                                      | Cơ Hà                                         | Mục Vương                                     | Cung Vương                                    | Ý Vương                                       | Hiếu Vương                                    | Di Vương                                      | Cơ Tĩnh                                       | Đông Chu Bình Vương                           | Hoàn Vương                                    | Trang Vương                                   | Ly Vương                                      | Huệ Vương                                     | Tương Vương                                   |
| IV Nhà Chu 西周 Quân chủ: 32 Tây Chu: 10      | Khoảnh Vương                                  | Khuông Vương                                  | Định Vương                                    | Giản Vương                                    | Linh Vương                                    | Cảnh Vương                                    | Điệu Vương                                    | Kính Vương                                    | Nguyên Vương                                  | Trinh Định Vương                              | Khảo Vương                                    | Uy Liệt Vương                                 | An Vương                                      | Liệt Vương                                    | Hiển Vương                                    | Thận Tịnh Vương                               |

Đối với thời kỳ vương quốc, ban đầu Đế Vương miếu thờ Hạ Vũ, vua sáng lập Nhà Hạ; Thành Thang, vua sáng lập Nhà Thương và Chu Vũ Vương, vua sáng lập Nhà Chu. Sau đó, miếu mở rộng thờ các vị vua kế vị của ba triều. Điện thờ thứ ba có 14 vua Nhà Hạ và 26 vua Nhà Thương, điện thờ thứ tư có 32 vua Nhà Chu. Trong lịch sử, Nhà Hạ có 17 vị vua khởi nguồn từ Hạ Vũ, kết thúc ở Hạ Kiệt, nhưng miếu chỉ thờ 14 vị, không thờ Thái Khang: vua không màng chính sự, làm mất nước vào tay Hậu Nghệ; Tướng: vị vua lưu lạc bị giết bởi Hàn Trác, và Hạ Kiệt: vị vua tàn bạo khiến Nhà Hạ sụp đổ. Nhà Thương có 30 vị vua, khởi nguồn từ Thành Thang, kết thúc ở Trụ Vương, nhưng miếu chỉ thờ 26 vị, không thờ Ngoại Bính và Trọng Nhâm: hai vị vua không rõ, trị vì thời gian ngắn được Y Doãn phụ chính; Vũ Ất, vị vua được xem là vô đạo, và Trụ Vương, vị vua tàn bạo khiến Nhà Thương sụp đổ.
Nhà Chu có 37 vị quân chủ, với 12 Tây Chu Vương từ Chu Vũ Vương đến Chu Lệ Vương (1100 – 771 TCN), 25 Đông Chu Vương từ Chu Bình Vương đến Chu Noãn Vương (770 – 256 TCN). Điện thờ thứ tư trong Sùng Thánh điện được dành để thờ 32 quân chủ Nhà Chu, 10 Tây Chu Vương, 22 Đông Chu Vương, không thờ Chu Lệ Vương: vị vua xem thường quốc pháp, bị đuổi đi lưu vong; Chu U Vương: vị vua bị giết bởi quân Khuyển Nhung, có tội khiến nhà Tây Chu kết thúc; Chu Ai Vương và Chu Tư Vương: hai vua trị vì trong thời gian rất ngắn rồi bị giết; Chu Noãn Vương: vị vua cuối cùng của Nhà Chu, triều đại sụp đổ.

### Hoàng đế ở điện thờ thứ V
Lịch sử Trung Quốc thời kỳ đế quốc trải qua các thời đại Tần, Tây Hán, Tân, Đông Hán, Tam Quốc, Tây Tấn, Đông Tấn, Ngũ Hồ thập lục quốc, Nam Bắc triều, Đường, Ngũ đại thập quốc, Tống, Liêu, Kim, Nguyên, Minh và Thanh. Lịch đại Đế Vương miếu giai đoạn mở rộng hoàn thiện và lâu dài nhất thời Khang Hi, Ung Chính, Càn Long đã thờ 108 vị Hoàng đế. Trong đó, điện thứ năm thờ Hoàng đế Nhà Hán, Đông Tấn, bốn triều thời Nam Bắc triều là Bắc Ngụy, Lưu Tống, Nam Tề và Trần, tổng 40 vị. Nhà Hán là trong lịch sử có 28 Hoàng đế chính thức, Tây Hán và Đông Hán mỗi triều có 14 Hoàng đế. Đế Vương miếu chỉ thờ 18 vị, 10 Tây Hán Đế và 08 Đông Hán Đế. Ở Tây Hán không thờ Tiền Thiếu Đế Lưu Cung, Hậu Thiếu Đế Lưu Hồng: vì chỉ hư danh, quyền lực trong tay Lữ Hậu; Xương Ấp Vương, Hán Bình Đế, Nhũ Tử Anh: vì không chính thức nắm quyền. Ở Đông Hán không thờ Bắc Hương Hầu Lưu Ý, Hán Chất Đế, Hán Thiếu Đế Lưu Biện: vì chỉ lên ngôi trong thời gian ngắn, bị giết và cướp ngôi; Hán Hoàn Đế, Hán Linh Đế: vì không nắm thực quyền, không kiểm soát được đất nước, gây ra mối loạn xung đột quyền lực từ hoạn quan; Hán Hiến Đế: vị vua cuối cùng của Đông Hán, Nhà Hán sụp đổ, rơi vào tay Tào Tháo.
Thời Tam quốc, Đế Vương miếu chỉ thờ Thục Hán Hoàng đế Lưu Bị, là người kế thừa chính thống của Nhà Hán trước đó. Các hoàng đế của Tào Ngụy, Đông Ngô đều không được thờ vì bị coi là triều đình tiếm nghịch, không chính thống.
Với triều đại tiếp theo là Nhà Tấn, Đế Vương miếu không thờ hoàng đế nào của Tây Tấn (265 – 316) vì cả 2 hoàng đế trong thời kỳ này này đều bị sử sách đánh giá xấu. Đế vuơng miếu chỉ thờ 7 trong 11 Hoàng đế Đông Tấn, không thờ Tấn Phế Đế: không có thực quyền và bị phế truất, thuộc về Tấn Giản Văn Đế; Tấn Hiếu Vũ Đế: chưa xác định nguyên nhân; Tấn An Đế: chỉ là bù nhìn trong tay quân phiệt, và Tấn Cung Đế: hoàng đế cuối cùng, Nhà Tấn sụp đổ.
| Cảnh Đức Sùng Thánh điện: điện V | Cảnh Đức Sùng Thánh điện: điện V | Cảnh Đức Sùng Thánh điện: điện V | Cảnh Đức Sùng Thánh điện: điện V | Cảnh Đức Sùng Thánh điện: điện V | Cảnh Đức Sùng Thánh điện: điện V | Cảnh Đức Sùng Thánh điện: điện V | Cảnh Đức Sùng Thánh điện: điện V | Cảnh Đức Sùng Thánh điện: điện V | Cảnh Đức Sùng Thánh điện: điện V | Cảnh Đức Sùng Thánh điện: điện V | Cảnh Đức Sùng Thánh điện: điện V | Cảnh Đức Sùng Thánh điện: điện V | Cảnh Đức Sùng Thánh điện: điện V | Cảnh Đức Sùng Thánh điện: điện V | Cảnh Đức Sùng Thánh điện: điện V | Cảnh Đức Sùng Thánh điện: điện V |
| -------------------------------- | -------------------------------- | -------------------------------- | -------------------------------- | -------------------------------- | -------------------------------- | -------------------------------- | -------------------------------- | -------------------------------- | -------------------------------- | -------------------------------- | -------------------------------- | -------------------------------- | -------------------------------- | -------------------------------- | -------------------------------- | -------------------------------- |
| V Tây Hán 西汉 Hoàng đế: 10      |                                  |                                  |                                  | Lưu Bang                         | Huệ Đế                           | Văn Đế                           | Cảnh Đế                          | Vũ Đế                            | Chiêu Đế                         | Tuyên Đế                         | Nguyên Đế                        | Thành Đế                         | Ai Đế                            |                                  |                                  |                                  |
| V Đông Hán 东汉 Hoàng đế: 08     |                                  | Lưu Tú                           | Minh Đế                          | Chương Đế                        | Hòa Đế                           | Thương Đế                        | An Đế                            | Thuận Đế                         | Xung Đế                          |                                  |                                  |                                  |                                  | Lưu Bị                           |                                  | V Thục Hán 蜀汉 Đế: 01           |
| V Đông Tấn 西周 Hoàng đế: 07     |                                  | Nguyên Đế                        | Minh Đế                          | Thành Đế                         | Khang Đế                         | Mục Đế                           | Ai Đế                            | Giản Văn                         |                                  |                                  |                                  | Văn Đế                           | Hiếu Vũ                          | Minh Đế                          |                                  | V Lưu Tống 刘宋 Đế: 03           |
| V Bắc Ngụy 北魏 Hoàng đế:08      |                                  | Đạo Vũ Đế                        | Minh Nguyên                      | Thái Vũ                          | Văn Thành                        | Hiến Văn                         | Hiếu Văn                         | Tuyên Vũ                         | Hiếu Minh                        |                                  | Nam Tề Vũ Đế                     | V Nam Tề 南齐 Đế: 01             |                                  | Văn Đế                           | Tuyên Đế                         | V Trần 陈朝 Đế: 02               |

Đối với Nam Bắc triều, Đế Vương miếu thờ 8 trong 15 Hoàng đế Bắc Ngụy tại Bắc triều; ba trong chín Hoàng đế Lưu Tống, hai trong năm Hoàng đế Trần triều và duy nhất Nam Tề Vũ Đế tại Nam triều. Các vị Hoàng đế Bắc Ngụy Thác Bạt Dư, Nguyên Chiêu, Nguyên Diệp, Bắc Ngụy Tiết Mẫn Đế, Bắc Ngụy Hiếu Trang Đế, Nguyên Lãng, Vũ Thái không được thờ vì tại vị trong thời gian ngắn ngủi, trong đó còn có trường hợp đặc biệt là Ngụy Thương Đế Vũ Thái thuộc về phái nữ; không thờ Bắc Ngụy Hiếu Vũ Đế, người được gọi là Hoàng đế trốn chạy, Bắc Ngụy sụp đổ. Với Nam Tề triều, miếu thờ Nam Tề Vũ Đế, không thờ sáu vị còn lại như Nam Tề Cao Đế: giết vua đoạt ngôi; Tiêu Chiêu Nghiệp, Tiêu Chiêu Văn: đều bị phế, không trực tiếp cầm quyền; Nam Tề Minh Đế, Tiêu Bảo Quyển được xem là nhân vật độc ác với cả hoàng tộc; Nam Tề Hòa Đế người cuối cùng, triều đại sụp đổ. Sáu vị Hoàng đế Lưu Tống không được thờ là Lưu Tống Vũ Đế, Lưu Tống Thiếu Đế, Nguyên Hung, Lưu Tống Tiền Phế Đế, Lưu Tống Hậu Phế Đế, Lưu Tống Thuận Đế, đa phần vì nắm cuối ngắn, bị phế truất. Ba vị Hoàng đế Triều Trần không được thờ là Trần Bá Tiên, Trần Phế Đế và Trần Thúc Bảo ở trong tình cảnh tương tự.

### Hoàng đế ở điện thờ thứ VI, VII
Hai điện thờ thứ VI và thứ VII thờ các vị Hoàng đế từ Nhà Đường đến Nhà Minh, các nhân vật của hơn 1.000 năm lịch sử Trung Hoa. Điện thứ V thờ 38 nhân vật Nhà Đường, Hậu Chu, Hậu Đường, Liêu và Tống. Nhà Đường (618 – 907) từ Cao Tổ Lý Uyên đến Lý Tộ có 22 vị Hoàng đế, miếu thờ 16 người, không thờ Đường Trung Tông, Đường Thương Đế: vua bù nhìn trong thời kỳ Võ Tắc Thiên; Đường Kính Tông, Đường Chiêu Tông: hai vua bị giết, và Đường Ai Đế: vị vua cuối cùng, Nhà Đường sụp đổ. Với thời kỳ Ngũ đại Thập quốc, miếu chỉ thờ Hậu Chu Thế Tông Quách Vinh và Hậu Đường Minh Tông Lý Tự Nguyên, hai vị vua được các sử gia đời sau đánh giá là tài ba nhất trong giai đoạn này. Cùng thời kỳ và kéo dài tiếp đến là Nhà Liêu (907 – 1125) ở phía Bắc, từ Liêu Thái Tổ Gia Luật A Bảo Cơ tới Liêu Thiên Tộ Đế Gia Luật Diên Hi có chín vị Hoàng đế, miếu thờ sáu người, không thờ Liêu Thế Tông, Liêu Mục Tông, hai vị vua bị giết, và Liêu Thiên Tộ Đế, vị vua cuối cùng của Nhà Liêu. Ở vùng phía Nam, Nhà Tống gồm Bắc Tống (960 – 1127), Nam Tống (1127 – 1279), tổng cộng 18 Hoàng đế, miếu thờ 14 vị, không thờ Tống Huy Tông, Tống Khâm Tông, hai vị vua cai trị rối ren đất nước, đều bị Nhà Kim bắt giữ, Bắc Tống diệt vong; Tống Cung Đế, Tống Đế Bính, hai vị vua trị vì thời gian ngắn, Nam Tống nói riêng và Nhà Tống nói chung diệt vong.
| Cảnh Đức Sùng Thánh điện: điện VI, VII | Cảnh Đức Sùng Thánh điện: điện VI, VII | Cảnh Đức Sùng Thánh điện: điện VI, VII | Cảnh Đức Sùng Thánh điện: điện VI, VII | Cảnh Đức Sùng Thánh điện: điện VI, VII | Cảnh Đức Sùng Thánh điện: điện VI, VII | Cảnh Đức Sùng Thánh điện: điện VI, VII | Cảnh Đức Sùng Thánh điện: điện VI, VII | Cảnh Đức Sùng Thánh điện: điện VI, VII | Cảnh Đức Sùng Thánh điện: điện VI, VII | Cảnh Đức Sùng Thánh điện: điện VI, VII | Cảnh Đức Sùng Thánh điện: điện VI, VII | Cảnh Đức Sùng Thánh điện: điện VI, VII | Cảnh Đức Sùng Thánh điện: điện VI, VII | Cảnh Đức Sùng Thánh điện: điện VI, VII | Cảnh Đức Sùng Thánh điện: điện VI, VII | Cảnh Đức Sùng Thánh điện: điện VI, VII |
| -------------------------------------- | -------------------------------------- | -------------------------------------- | -------------------------------------- | -------------------------------------- | -------------------------------------- | -------------------------------------- | -------------------------------------- | -------------------------------------- | -------------------------------------- | -------------------------------------- | -------------------------------------- | -------------------------------------- | -------------------------------------- | -------------------------------------- | -------------------------------------- | -------------------------------------- |
| VI Đường 唐朝 Hoàng đế: 16             | Lý Uyên                                | Thái Tông                              | Cao Tông                               | Duệ Tông                               | Long Cơ                                | Túc Tông                               | Đại Tông                               | Đức Tông                               | Lý Tụng                                | Hiến Tông                              | Mục Tông                               | Văn Tông                               | Vũ Tông                                | Lý Thầm                                | Ý Tông                                 | Hy Tông                                |
| VI Bắc Tống 北宋 Hoàng đế: 07          | Thái Tổ                                | Thái Tông                              | Chân Tông                              | Nhân Tông                              | Anh Tông                               | Thần Tông                              | Triết Tông                             | Lý Tự Nguyên                           | VI Hậu Đường 后唐 Đế: 01               | A Bảo Cơ                               | Thái Tông                              | Cảnh Tông                              | Thánh Tông                             | Hưng Tông                              | Đạo Tông                               | VI Liêu 辽朝 Đế: 06                    |
| VI Nam Tống 南宋 Hoàng đế: 07          | Cao Tông                               | Hiếu Tông                              | Triệu Đôn                              | Ninh Tông                              | Lý Tông                                | Độ Tông                                | Triệu Thị                              | Sài Vinh                               | VI Hậu Chu 后周 Đế: 01                 | A Cốt Đả                               | Thái Tông                              | Thế Tông                               | Chương Tông                            | Tuyên Tông                             | Ai Tông                                | VII Kim 金朝 Đế: 06                    |
| VII Nguyên 宋朝 Hoàng đế: 11           |                                        |                                        | Thái Tổ                                | Thái Tông                              | Tập tin:Guyuk.jpg · Định Tông          | Tập tin:Mongke.jpg · Hiến Tông         | Thế Tổ                                 | Thành Tông                             | Vũ Tông                                | Nhân Tông                              | Tập tin:Yesun.jpg · Thái Định          | Văn Tông                               | Ninh Tông                              |                                        |                                        |                                        |
| VII Minh 明朝 Hoàng đế: 13             |                                        |                                        | Thái Tổ                                | Huệ Đế                                 | Thành Tổ                               | Nhân Tông                              | Tuyên Tông                             | Anh Tông                               | Đại Tông                               | Hiến Tông                              | Hiếu Tông                              | Vũ Tông                                | Thế Tông                               | Mục Tông                               | Tập tin:Ming Chongzhen.jpg · Tư Tông   |                                        |

Điện thờ thứ sáu thờ 30 vị Hoàng đế Nhà Kim, Nguyên và Minh. Nhà Kim (1115 – 1234) thống lĩnh phía Bắc, được miếu thờ sáu trong 10 Hoàng đế, không thờ Kim Hi Tông, Kim Phế Đế, Hoàn Nhan Doãn Tế, ba vị vua bị phế, bị giết, và Kim Mạt Đế, làm vua chưa đến một ngày, Hoàng đế ở ngôi ngắn nhất trong lịch sử, Nhà Kim sụp đổ. Với Nhà Nguyên (1271 – 1368), có 11 Hoàng đế trị vì Trung Hoa, được miếu thờ bảy vị, không thờ Nguyên Thiên Thuận Đế, Nguyên Minh Tông, hai vị ở ngôi thời gian ngắn; Nguyên Anh Tông, vị vua được cho là tàn bạo, và Nguyên Huệ Tông, vị vua cuối cùng của Nhà Nguyên. Tiếp đến là Nhà Minh (1368 – 1644), từ Thái Tổ Chu Nguyên Chương đến Sùng Trinh Minh Tư Tông trải qua 16 Hoàng đế, được Nhà Thanh – triều đại tiếp theo thờ, và cũng là triều đại cuối cùng được thờ tại Đế Vương miếu. Với Nhà Minh, chỉ có duy nhất một vị Hoàng đế không được Nhà Thanh thờ là Minh Thần Tông.

### Vấn đề lựa chọn nhân vật thờ tự
Lịch đại Đế Vương miếu trong lịch sử Trung Hoa từ khi được xây dựng đã đóng vai trò quan trọng. Đế Vương miếu được vận hành, bảo vệ theo quy củ, do các vị Hoàng đế trực tiếp thờ tự, thể hiện quan điểm của cả một triều đại đồng thời phản ánh sự nghiệp, cống hiến của các nhân vật trong lịch sử. Nhà Minh dựng miếu, Nhà Thanh mở rộng miếu, cả hai đều có nhìn nhận chung về việc tôn trọng các bậc tiền nhân. 
Đối với Nhà Thanh, thờ tự Đế Vương miếu tiến hành tương tự như thờ tự Thái miếu 12 vị Hoàng đế trong nội bộ hoàng tộc, theo nguyên tắc thờ tự các quân chủ từng thống lĩnh đất nước, trừ những nhân vật bại vong, tàn bạo hay không chính thống. Đối với lịch sử Trung Quốc được nhận định ngày nay, việc thờ tự các triều đại, nhân vật trong Đế Vương miếu có những điểm khác biệt.
Một số triều đại không được thờ tự gồm: 
- Nhà Tần (221 – 206 TCN), triều đại thống nhất đất nước với Tần Thủy Hoàng;[109] Nhà Tần có 3 vua thì đều không được thờ: Tần Thủy Hoàng bị đánh giá là tàn bạo, 2 vua còn lại thì có tội khiến nhà Tần diệt vong.
- Nhà Tân (09 – 23) của Vương Mãng, bị coi là triều đình tiếm nghịch;
- Tây Tấn (265 – 316) có 3 vua nhưng đều không được thờ. Tấn Vũ Đế thống nhất Tam Quốc nhưng bị sử sách đánh giá xấu, 2 vua còn lại thì có tội khiến nhà Tây Tấn diệt vong;
- Võ Chu (690 – 705) của Võ Tắc Thiên, bị coi là triều đình tiếm nghịch;
- Tây Hạ (1038 – 1227), triều đại chỉ chiếm lĩnh phần lãnh thổ ở Tây Bắc, cùng thời chỉ thờ Nhà Tống, Liêu và Kim.

Ngoài ra, thời kỳ Tam Quốc chỉ thờ Lưu Bị Thục Hán, được Càn Long cho là Đế Vương chính thống, không thờ Tào Ngụy, Đông Ngô (bị coi là triều đình tiếm nghịch). Mọi triều đình trong Ngũ Hồ thập lục quốc đều không được thờ vì mỗi nước đều chỉ chiếm một vùng lãnh thổ nhỏ (không đủ chính thống); Nam Bắc triều và Ngũ đại Thập quốc chỉ chọn thờ một số triều, nhân vật nổi bật. 
Bên cạnh đó, lịch sử thờ tự tại Đế Vương miếu cũng có những điểm thay đổi. Ban đầu, Nhà Minh thờ Nhà Nguyên, Nguyên Thế Tổ Hốt Tất Liệt được Chu Nguyên Chương thờ, tôn trọng tài năng của ông, nhưng thần vị này bị gỡ bỏ từ năm 1545 (Gia Tĩnh) cho đến năm 1644 (Thuận Trị) được thờ trở lại, bên cạnh đó là thờ thêm Nhà Liêu, Nhà Kim, các triều đại chiếm ảnh hưởng lớn ở phương Bắc. Mặt khác, điện thờ Nhà Nguyên còn được bổ sung thêm Thành Cát Tư Hãn, Oa Khoát Đài, Quý Do và Mông Kha, các Khả hãn của Đế quốc Mông Cổ, tổ tiên Nguyên Thế Tổ mặc dù các nhân vật này không chiếm lĩnh Trung Quốc.
Tại miếu, các nhân vật Tùy Văn Đế của Nhà Tùy (581 – 619), Minh Quang Tông và Minh Hy Tông từng được thờ nhưng đều bị gỡ bỏ thần vị, không còn thờ tự Nhà Tùy, thay thế hai vị vua Nhà Minh bằng Minh Tư Tông (Sùng Trinh). Sùng Trinh cũng chính là vị vua mất nước duy nhất được thờ tại Đế Vương miếu, vì những nỗ lực trong việc bảo vệ, khôi phục triều đại của ông.
Nhà Thanh có 12 hoàng đế nhưng không ai được thờ ở đây, vì sau khi nhà Thanh sụp đổ thì Trung Quốc trở thành nước cộng hòa, nên không còn việc xét duyệt, đưa hoàng đế của triều đại trước vào thờ cúng tại đây nữa.
| Nhà Thanh 清朝 Hoàng đế: 12 | - Thái Tổ - Thái Tông - Thế Tổ - Khang Hi - Ung Chính - Càn Long - Gia Khánh - Đạo Quang - Hàm Phong - Đồng Trị - Quang Tự - Phổ Nghi | - Thái Tổ - Thái Tông - Thế Tổ - Khang Hi - Ung Chính - Càn Long - Gia Khánh - Đạo Quang - Hàm Phong - Đồng Trị - Quang Tự - Phổ Nghi | - Thái Tổ - Thái Tông - Thế Tổ - Khang Hi - Ung Chính - Càn Long - Gia Khánh - Đạo Quang - Hàm Phong - Đồng Trị - Quang Tự - Phổ Nghi | - Thái Tổ - Thái Tông - Thế Tổ - Khang Hi - Ung Chính - Càn Long - Gia Khánh - Đạo Quang - Hàm Phong - Đồng Trị - Quang Tự - Phổ Nghi | - Thái Tổ - Thái Tông - Thế Tổ - Khang Hi - Ung Chính - Càn Long - Gia Khánh - Đạo Quang - Hàm Phong - Đồng Trị - Quang Tự - Phổ Nghi |

## Thờ văn thần, võ tướng

### Phối điện thờ cúng các công thần
Bên cạnh việc thờ Đế Vương, Lịch đại Đế Vương miếu còn thờ tự các vị công thần nổi tiếng trong lịch sử. Ban đầu, miếu thờ 39 công thần, sau đó tiếp tục được thêm vào điện trong các đợt mở rộng, và cố định từ năm 1721, thời Khang Hi.
Có 79 nhân vật được thờ, 40 văn thần ở điện Đông Phối, 39 võ tướng ở điện Tây Phối (không tính Quan Vũ có 1 điện thời riêng), thờ tự theo nguyên tắc chọn lựa những vị quan có danh tiếng nhất, có đóng góp to lớn bậc nhất trong từng triều đại. Văn thần, võ tướng được thờ ở đây phải là những người nổi danh bậc nhất trong lĩnh vực chính trị và quân sự, tài ba trong việc triều chính hoặc cầm quân đánh trận, đạt được thành tựu đặc biệt trong những việc như: phò tá sáng lập triều đại; gánh vác trọng trách bảo vệ biên cương, bảo vệ hoàng triều; tài năng kinh bang tế thế, phụ chính trung thành; hoặc những nỗ lực khác trong suốt sự nghiệp với tinh thần trung quân ái quốc.
| Đông Phối điện: Văn thần | Đông Phối điện: Văn thần | Đông Phối điện: Văn thần | Đông Phối điện: Văn thần | Đông Phối điện: Văn thần | Đông Phối điện: Văn thần | Đông Phối điện: Văn thần | Đông Phối điện: Văn thần | Tây Phối điện: Võ tướng | Tây Phối điện: Võ tướng | Tây Phối điện: Võ tướng | Tây Phối điện: Võ tướng | Tây Phối điện: Võ tướng | Tây Phối điện: Võ tướng | Tây Phối điện: Võ tướng | Tây Phối điện: Võ tướng |
| ------------------------ | ------------------------ | ------------------------ | ------------------------ | ------------------------ | ------------------------ | ------------------------ | ------------------------ | ----------------------- | ----------------------- | ----------------------- | ----------------------- | ----------------------- | ----------------------- | ----------------------- | ----------------------- |
| Tam Hoàng Văn: 02 Vũ: 01 | Phong Hậu                | Thương Hiệt              |                          |                          |                          | Quỳ                      | Lã Bá Di                 | Lực Mục                 |                         |                         |                         | Cao Dao                 | Long                    | Bá Ích                  | Ngũ Đế Văn: 02 Vũ: 03   |
| Thương Văn: 02 Vũ: 01    | Y Doãn                   | Phó Thuyết               |                          | Cơ Thích                 | Cơ Cao                   | Cơ Hổ                    | Trọng Sơn Phủ            | Trọng Hôi               |                         | Cơ Đán                  | Lã Vọng                 | Lữ Hầu                  | Phương Thúc             | Doãn Cát Phủ            | Chu Văn: 04 Vũ: 05      |
| Tây Hán Văn: 04 Vũ: 04   | Tử Phòng                 | Tào Tham                 | Chu Bột                  | Ngụy Tướng               |                          |                          |                          | Tiêu Hà                 | Trần Bình               | Lưu Chương              | Bính Cát                |                         |                         |                         |                         |
| Đông Hán Văn: 02 Vũ: 02  | Đặng Vũ                  | Cảnh Yểm                 |                          |                          |                          |                          | Khổng Minh               | Phùng Dị                | Mã Viện                 |                         |                         |                         | Quan Vũ                 | Triệu Vân               | Tam Quốc Văn: 01 Vũ: 02 |
| Đường Văn: 07 Vũ: 06     | Phòng Huyền Linh         | Lý Tĩnh                  | Tống Cảnh                | Tử Nghi                  | Hứa Viễn                 | Lý Thạnh                 | Bùi Độ                   | Đỗ Như Hối              | Địch Nhân Kiệt          | Diêu Sùng               | Trương Tuần             | Lý Bí                   | Lục Chí                 |                         |                         |
| Bắc Tống Văn: 05 Vũ: 05  | Tào Bân                  | Lý Hàng                  | Vương Tằng               | Phú Bật                  | Văn Ngạn Bác             |                          |                          | Lã Mông Chính           | Khấu Chuẩn              | Phạm Trọng Yêm          | Hàn Kỳ                  | Tư Mã Quang             |                         | Gia Luật Hạt Lỗ         | Liêu Vũ: 01             |
| Nam Tống Văn: 03 Vũ: 02  | Lý Cương                 | Hàn Thế Trung            | Văn Thiên Tường          |                          |                          |                          | Hoàn Nhan Tông Hàn       | Triệu Đỉnh              | Nhạc Phi                |                         |                         |                         | Hoàn Nhan Oát Lỗ        | Oát Li Bất              | Kim Văn: 01 Vũ: 02      |
| Nguyên Văn: 02 Vũ: 02    | Mộc Hoa Lê               | Bất Hốt Mộc              | Từ Đạt                   | Thường Ngộ Xuân          | Dương Sĩ Kỳ              | Vu Khiêm                 | Đại Hạ                   | Bá Nhan                 | Thoát Thoát             |                         | Lưu Bá Ôn               | Văn Trung               | Dương Vinh              | Lý Hiền                 | Minh Văn: 05 Vũ: 04     |

Đối với thời Tam Hoàng Ngũ Đế, miếu thờ tám nhân vật truyền thuyết, có thể kể đến Thương Hiệt, người được cho là thủy tổ của chữ Hán hay Phong Hậu, được cho là người sáng tạo ra xe chỉ nam. Thời kỳ tiếp theo là Nhà Hạ, Thương, Chu, có 12 công thần được thờ như Y Doãn, phụ chính đại thần nhiều triều đại Nhà Thương; Cơ Đán, Khương Tử Nha, hai công thần khai quốc Nhà Chu. Tuy nhiên, điện không thờ công thần nào của Nhà Hạ. Các công thần được thờ cũng theo dạng gắn liền với Hoàng đế đặc biệt, như năm vị Trương Lương, Tiêu Hà, Trần Bình, Tào Tham, Chu Bột, các đại thần khai quốc Nhà Hán của Hán Cao Tổ Lưu Bang; Đặng Vũ, Phùng Dị, Cảnh Yểm trong Vân Đài nhị thập bát tướng, và Mã Viện, các công thần giúp Hán Quang Vũ Đế Lưu Tú trung hưng Đông Hán; Phòng Huyền Linh, Lý Tĩnh, Đỗ Như Hối, công thần thuộc Lăng Yên các, phò tá Lý Thế Dân lập ra Nhà Đường. Ở thời Đường, nhân vật theo thời kỳ cũng được thờ tự, như Quách Tử Nghi và Trương Tuần, hai danh tướng dẹp loạn An Sử; Địch Nhân Kiệt và Diêu Sùng, hai đại thần nổi tiếng.
Thời Tống, tính cả Bắc Tống và Nam Tống, có tới 15 công thần được thờ tự, cũng là triều đại có nhiều nhân vật được thờ nhất, có thể kể tới Tào Bân, Tư Mã Quang, Hàn Thế Trung, Nhạc Phi, Phú Bật, Triệu Đỉnh trong Chiêu Huân các đã ra sức đẩy mạnh Bắc Tống, bảo vệ Nam Tống trong thời kỳ Trung Quốc chia thành Nhà Tống, Liêu, Kim, Tây Hạ. Với các triều đại khởi nguồn phương Bắc như Nhà Liêu, Kim và Nguyên, một số công thần được thờ với công lao chinh chiến như Oát Li Bất, diệt Bắc Tống, lập Nhà Kim; Mộc Hoa Lê, tướng lĩnh tài ba của Thành Cát Tư Hãn, Bá Nhan, đại tướng của Hốt Tất Liệt. Tới thời Nhà Minh, triều đại cuối được Nhà Thanh thờ trong miếu, có chín nhân vật, nổi danh như Từ Đạt, Thường Ngộ Xuân và Lưu Bá Ôn, khai quốc công thần giúp Chu Nguyên Chương sáng lập triều đại.

### Miếu trong miếu

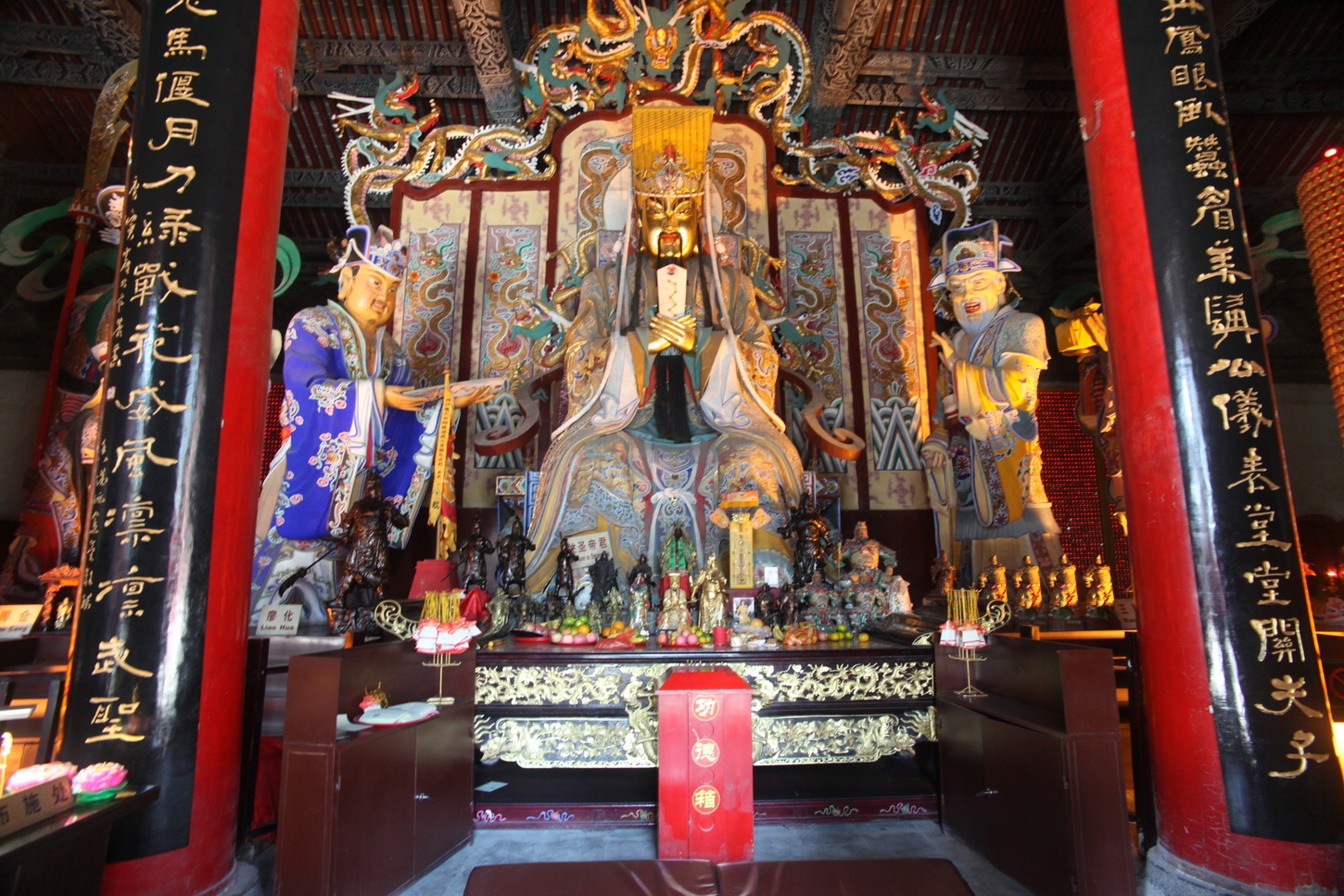
Tượng phổ biến về tượng Quan Vũ trong các điện thờ

Ngoài 79 công thần, danh nhân lịch sử được thờ trong Đông Phối điện và Tây Phối điện, còn có một nhân vật đặc biệt được thờ trong Đế Vương miếu là Quan Vũ. Thay vì thờ bằng thần vị như những nhân vật khác, ông được thờ bằng tượng và cũng là bức tượng duy nhất trong miếu. Tính thêm Quan Vũ, miếu có tất cả 80 công thần.
Miếu Quan Vũ riêng biệt nằm ở viện Tây và chỉ thờ riêng nhân vật này, khác với việc thờ theo nhóm văn thần, vũ tướng của từng triều đại. Quan Vũ đã được thờ tự từ khi Đế Vương miếu xây dựng thời Minh Thế Tông, lúc còn mang tước Vương, hiệu là Hộ Quốc Chân Quân, đóng vai trò là một vị tướng trung thành, dũng cảm từ Tam Quốc. Tới thời Thanh, khi lập thêm danh sách, hai nhân vật Gia Cát Lượng, nhà quân sự Thục Hán và Triệu Vân, vị tướng trong Ngũ hổ tướng của Lưu Bị được thêm vào miếu. Miếu Quan Vũ đóng vai trò vừa là một danh thần trong lịch sử, vừa là hình ảnh trấn giữ tinh thần trong văn hóa, dần dần được nâng cao, thêm các danh hiệu trong các triều đại, phổ biến với tên gọi Quan Thánh Chân Quân, Võ Thánh Đế. Từ đó trở về sau, Quan Vũ trở thành một nhân vật đặc biệt được thờ cúng, đi vào tín ngưỡng ở khắp nơi tại Trung Quốc và một số nước Đông Á.